# Liste des éléments maritimes des îles Spratleys

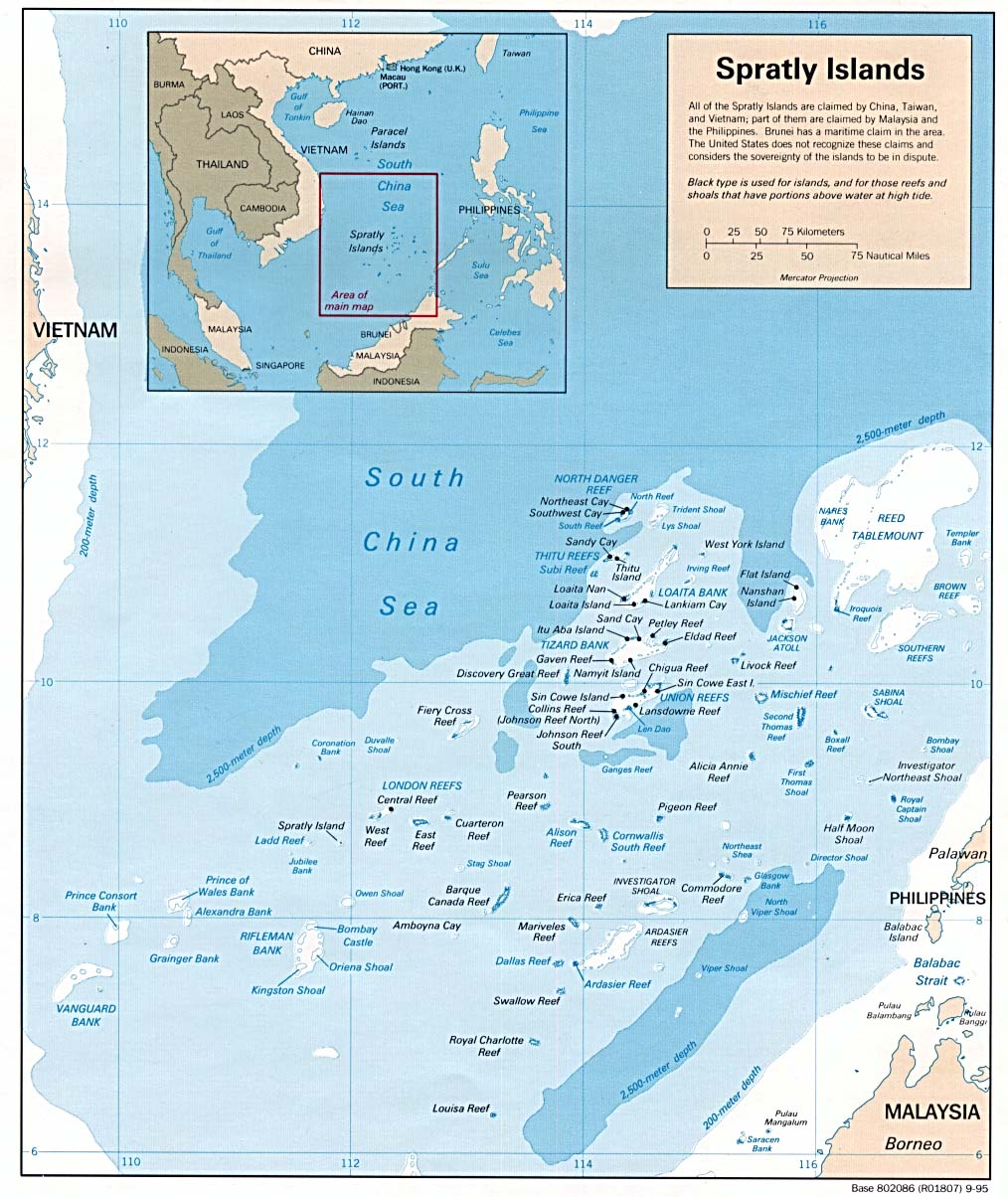
Carte des îles Spratleys.

Cette page présente une série de listes d'éléments maritimes dans les îles Spratleys.

## Éléments par zone
Parmi les centaines de formations maritimes des îles Spratleys, relativement peu possèdent des terres situées en permanence au-dessus du niveau de la mer et plus grandes que des rochers saillants. Il n'y a que 13 îles et cayes avec une zone naturelle au-dessus du niveau de la mer supérieure à un hectare. À l'exception du récif Swallow, avant 2014, il n'y avait pas eu de récupération de terres à grande échelle au-delà de la construction de brise-lames et de jetées, et extension des pistes.
Cela a radicalement changé en 2014 lorsque la république populaire de Chine s'est lancée dans des réhabilitations à grande échelle des lagons du récif de Johnson du Sud (~ 10 ha) et du récif de Fiery Cross (~ 230 ha), ainsi que d'autres réhabilitations d'une étendue alors inconnue sur les récifs de Gaven et de Cuarteron. Les rapports sur l'étendue des terres récupérées sur le récif Swallow varient. Les travaux de récupération de terres de la RPC se sont poursuivis sur un total de sept sites. En 2015, le récif de Subi, le récif de Hughes et le récif Mischief ont été ajoutés. Reportez-vous au tableau ci-dessous pour connaître les données disponibles les plus récentes. En résumé, il y a eu des réhabilitations de très grandes superficies (> 640 acres = 259 ha) sur trois sites par la RPC, des réhabilitations de vastes superficies (10 à 100 acres) sur huit sites (quatre par la RPC, trois par le Viêt Nam et un par la Malaisie) et la récupération de zones moindres sur un certain nombre de sites. Il ne semble pas y avoir eu de récupération dans les zones occupées par les Philippines. Il y a eu de petites réhabilitations taïwanaises à Itu Aba, des réhabilitations très petites mais fonctionnellement significatives sur six sites malaisiens, et un certain nombre de réhabilitations petites mais significatives sur des sites vietnamiens en 2016, plus particulièrement sur l'île Spratley où la piste a été prolongée et un port abrité ajouté.
Le tableau suivant contient les 16 plus grands éléments « naturels » (c'est-à-dire sans compter les terres récupérées), ainsi que les éléments comportant des quantités importantes de terres récupérées :
| #  | Élément               | Atoll                  | Superficie « naturelle »            | Localisation                  | Actuellement occupé par       | Zone récupérée                       |
| -- | --------------------- | ---------------------- | ----------------------------------- | ----------------------------- | ----------------------------- | ------------------------------------ |
| 1  | Itu Aba Island        | Tizard Bank            | 46,00 hectares (113,66847526 acre)  | 10° 22,5′ N, 114° 22′ E       | Taïwan (Tàipíng Dǎo)          | ~8 acres (3,237485136 hectares)      |
| 2  | Thitu Island          | Thitu Reefs            | 37,20 hectares (91,923201732 acre)  | 11° 03′ N, 114° 17′ E         | Philippines (Pagasa)          |                                      |
| 3  | West York Island      | West York Island       | 18,60 hectares (45,961600866 acre)  | 11° 05′ N, 115° 01′ E         | Philippines (Likas)           |                                      |
| 4  | Spratly Island        | Spratly Island         | 13,00 hectares (32,12369953 acre)   | 8° 38′ N, 111° 55′ E          | Viêt Nam (Trường Sa Lớn)      | ~37 acres (14,973368754 hectares)    |
| 5  | Northeast Cay         | North Danger Reef      | 12,70 hectares (31,382383387 acre)  | 11° 28′ N, 114° 21′ E         | Philippines (Parola)          |                                      |
| 6  | Southwest Cay         | North Danger Reef      | 12,00 hectares (29,65264572 acre)   | 11° 26′ N, 114° 20′ E         | Viêt Nam (Song Tử Tây)        | ~7 acres (2,832799494 hectares)      |
| 7  | Sin Cowe Island       | Union Bank             | 08,00 hectares (19,76843048 acre)   | 9° 52′ N, 114° 19′ E          | Viêt Nam (Sinh Tồn)           | ~26 acres (10,521826692 hectares)    |
| 8  | Nanshan Island        | Loaita Bank            | 07,93 hectares (19,5954567133 acre) | 10° 45′ N, 115° 49′ E         | Philippines (Lawak)           |                                      |
| 9  | Sand Cay              | Tizard Bank            | 07,00 hectares (17,29737667 acre)   | 10° 23′ N, 114° 28′ E         | Viêt Nam (Sơn Ca)             | ~9 acres (3,642170778 hectares),     |
| 10 | Loaita Island         | Loaita Bank            | 06,45 hectares (15,9382970745 acre) | 10° 40′ N, 114° 25′ E         | Philippines (Kota)            |                                      |
| 11 | Swallow Reef          | Swallow Reef           | 06,20 hectares (15,320533622 acre)  | 7° 22′ N, 113° 50′ E          | Malaisie (Layang-Layang)      | ~95 acres (38,44513599 hectares)     |
| 12 | Namyit Island         | Tizard Bank            | 05,30 hectares (13,096585193 acre)  | 10° 11′ N, 114° 22′ E         | Viêt Nam (Nam Yết)            |                                      |
| 13 | Amboyna Cay           | Amboyna Cay            | 01,60 hectares (3,953686096 acre)   | 7° 54′ N, 112° 55′ E          | Viêt Nam (An Bang)            |                                      |
|    | Grierson Reef         | Union Banks            | 01,60 hectares (3,953686096 acre)   | 9° 54′ N, 114° 34′ E          | Viêt Nam (Sinh Tồn Đông)      | ~3 acres (1,214056926 hectares),     |
|    | West London Reef      | London Reefs           | 01,10 hectares (2,718159191 acre)   | 8° 52′ N, 112° 15′ E          | Viêt Nam (Đá Tây A)           | ~70 acres (28,32799494 hectares),    |
|    | Central London Reef   | London Reefs           | 00,88 hectares (2,1745273528 acre)  | 8° 56′ N, 112° 21′ E          | Viêt Nam (Trường Sa Đông)     | ~4 acres (1,618742568 hectares),     |
| 14 | Flat Island           | Loaita Bank            | 00,57 hectares (1,4085006717 acre)  | 10° 49′ N, 115° 49′ E         | Philippines (Patag)           |                                      |
| 15 | Loaita Cay            | Loaita Bank            | 00,53 hectares (1,3096585193 acre)  | 10° 43′ 43″ N, 114° 21′ 09″ E | Philippines (Melchora Aquino) |                                      |
| 16 | Lankiam Cay           | Loaita Bank            | 00,44 hectares (1,0872636764 acre)  | 10° 43′ N, 114° 32′ E         | Philippines (Panata)          |                                      |
|    | Mischief Reef         | Mischief Reef          | 00,00                               | 9° 56′ N, 115° 32′ E          | Chine (Měijì Jiāo)            | ~1 379 acres (558,061500318 ha),     |
|    | Subi Reef             | Thitu Reefs            | 00,00                               | 10° 55′ N, 114° 04′ E         | Chine (Zhǔbì Jiāo)            | ~976 acres (394,973186592 hectares), |
|    | Fiery Cross Reef      | Fiery Cross Reef       | 00,00                               | 9° 36′ N, 111° 57′ E          | Chine (Yǒngshǔ Jiāo)          | ~677 acres (273,972179634 hectares), |
|    | Cuarteron Reef        | London Reefs           | 00,00                               | 8° 52′ N, 112° 50′ E          | Chine (Huáyáng Jiāo)          | ~56 acres (22,662395952 hectares)    |
|    | Gaven Reefs           | Tizard Bank            | 00,00                               | 10° 13′ N, 114° 13′ E         | Chine (Nánxūn Jiāo)           | ~34 acres (13,759311828 hectares)    |
|    | Johnson South Reef    | Union Banks            | 00,00                               | 9° 43′ N, 114° 17′ E          | Chine (Chìguā Jiāo)           | ~27 acres (10,926512334 hectares)    |
|    | Hughes Reef           | Union Banks            | 00,00                               | 9° 55′ N, 114° 30′ E          | Chine (Dōngmén Jiāo)          | ~19 acres (7,689027198 hectares),    |
|    | Pearson Reef          | SO de Dangerous Ground | 00,00                               | 8° 58′ N, 113° 42′ E          | Viêt Nam (Phan Vinh)          | ~6 acres (2,428113852 hectares)      |
|    | Cornwallis South Reef | SO de Dangerous Ground | 00,00                               | 8° 43′ N, 114° 11′ E          | Viêt Nam (Núi Le)             | ~2 acres (0,809371284 hectares),     |

## Éléments par récif / banc majeur, etc.

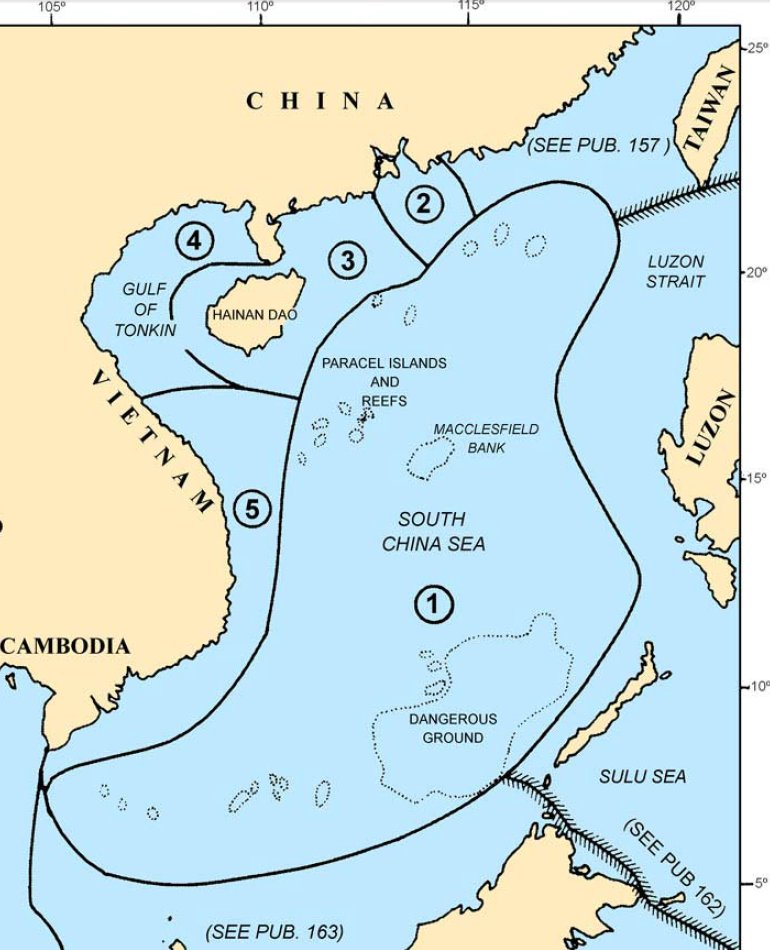
Carte de la zone de la Mer de Chine méridionale montrant la localisation de Dangerous Ground.

Les limites des îles Spratleys ne sont pas clairement définies. D'ouest en est, les îles s'étendent des eaux côtières du Viêt Nam jusqu'à l'est de Dangerous Ground et du passage de Palawan (environ 106-117°E), et du sud au nord depuis les eaux côtières de Bornéo et du sud. Mer de Chine méridionale au nord de Dangerous Ground et du guyot Reed (environ 3-12°N).
La principale caractéristique de la zone est Dangerous Ground, une zone oblongue d'environ 340 milles marins (630 km) SO-NE, 175 milles marins (324 km) dans sa plus grande largeur, avec une superficie d'environ 52 000 nm2 (178 000 km2). Elle se situe approximativement entre 7,5 et 12°N, 113 et 117°E et la littérature américaine NGA etc. semble considérer son centre comme étant 10°N 115°E. Le reste des îles Spratleys se trouve principalement à l'ouest et au sud de Dangerous Ground, avec quelques éléments à l'est.
Les îles Spratleys peuvent être grossièrement divisées en sept sous-zones par rapport à Dangerous Ground :
- NO de Dangerous Ground (approx. 10-12°N, 113-115°E)[21]
- NE de Dangerous Ground (approx. 10-12°N, 115-117°E)[22]
- SE de Dangerous Ground (approx. 7-10°N, 115-117°E)[23],[24],[25]
- SO de Dangerous Ground (approx. 7-10°N, 113-115°E)[26]
- E de Dangerous Ground (approx. 3-12°N, est de 117°E)[22],[23],[25]
- S de Dangerous Ground (approx. 3- 7°N, 113-117°E)[25],[27] et
- O de Dangerous Ground (approx. 3-12°N, ouest de 113°E)[32]

Au sein de ces sous-zones se trouvent un certain nombre de récifs et de bancs majeurs, ainsi que des formations maritimes non regroupées.
Partant du NO et progressant dans une direction généralement SO, les caractéristiques comprennent :
| Sous-secteur | Groupe                          | Vicinité              | Comprend : |
| NO           | Récif North Danger              | 11° 25′ N, 114° 21′ E | Récif North (îles Spratleys) (zh); Caye Northeast; Îlot Shira; Caye Southwest; Patches Jenkins; Récif South (îles Spratleys) (zh); Patches Sabine; Patches Farquharson; Banc Day; Crête Iroquois |
| NO           | Trident & Lys                   |                       | Récif Trident (zh), Banc Lys (zh) |
| NO           | Récifs Thitu                    | 11° 03′ N, 114° 17′ E | Île Thitu; Récif Thitu (zh); Caye Sandy |
| NO           | (Près des récifs Thitu)         | 10° 55′ N, 114° 04′ E | Récif de Subi |
| NO           | Banc Loaita                     | 10° 45′ N, 114° 30′ E | Caye Lankiam; Caye Loaita; Loaita Nan; Île Loaita |
| NO           | (Est du banc Loaita)            | 10° 55′ N, 114° 45′ E | Récif Menzies, Irving Reef, Île West York |
| NO           | Tizard Banks                    | 10° 15′ N, 114° 30′ E | Récif Zhongzhou/Récif Ban Than ; Récif Eldad; Récifs de Gaven; Île Namyit; Récif Petley; Caye Sand; Île Taiping/Itu Aba |
| NO           | (Ouest du banc Tizard)          |                       | Récif Western, Grand récif Discovery, Petit récif Discovery |
| O            | (Ouest du banc de l'Union)      | 9° 30′ N, 112° 30′ E  | Récif de Fiery Cross, Banc Dhaulle (zh), Banc Coronation |
| SO           | Banc de l'Union                 | 9° 50′ N, 114° 30′ E  | Récif Collins/Récif de Johnson du Nord, Récif Edmund (zh), Récif Grierson/Île Sin Cowe Est, Récif Hallet (zh), Récif Higgens (zh), Récif Holiday (zh), Récif de Hughes, Récif de Johnson du Sud, Récif Jones (zh)/Zhangxi Jiao, Récif Lansdowne, Récif McKennan (zh)/Récif Kennan, Île Sin Cowe, Récif Whitsun, Récif Empire (zh), Récif Loveless (zh)                                                                  |
| NE           | Guyot Reed                      | 11° 20′ N, 116° 50′ E | Banc Reed, Banc Nares, Banc Marie Louise, Récif Pennsylvania Nord (vi), Récif Iroquois, Récif Baker |
| NE           | NE de Dangerous Ground          | 11° N, 116° E         | Atoll Jackson, Île Nanshan, Île Plane, Banc Troisième Thomas, Récif Hopkins, Banc Amy Douglas/Banc Hirane, Récif Hardy/Récif Hubo, Banc Sandy (zh), Banc Lord Auckland (zh), Banc Carnatic (zh), Banc Seahorse (zh)/Banc Seashore/Banc Routh, Banc Leslie (zh), Banc Templar (zh), Banc Southern, Bancs Katimugan (zh), Tagpi (zh), Récif Pennsylvania Sud (zh)/Récif Magat Salamat, Récif Foulerton (zh), Récif Ganges |
| NE           | Récifs Southampton              |                       | Récif Livock, Récif Hopps |
| E            | (Est et SE de Dangerous Ground) |                       | Banc Bombay, Banc Royal Captain, Banc Half Moon, Banc Viper Sud (zh) |
| SE           | SE de Dangerous Ground          | 9° N, 116° E          | Banc Sabina, Récif Boxall, Banc Second Thomas, Récif Mischief, Banc Premier Thomas, Récif Alicia Annie, Récif Commodore, Banc North Viper, Banc Nord-est (zh), Récif Director (zh), Banc Glasgow, Banc Northeast Investigator |
| SO           | SO de Dangerous Ground          | 9° N, 114° E          | Récif Maralie/Récif Bittern, Récif Alison, Récif Cornwallis Sud, Récif Pearson, Récif Tennent, Banc Investigator, Récif Ardasier, Banc Ardasier (zh), Récif Erica, Récif Mariveles, Récif Dallas, Récif Barque Canada, Récif Royal Charlotte |
| O            | Récifs London                   | 8° 50′ N, 112° 30′ E  | Récif London Central, Récif de Cuarteron, Récif London Est, Récif London Ouest |
| O            | (Vicinité de l'île Spratley)    | 8° 40′ N, 111° 45′ E  | Île Spratley, Récif Ladd, Banc Jubilee |
| O            | (Ouest de l'île Spratley)       |                       | Banc Scawfell, Banc Charlotte, Banc Vanguard, Banc Julia, Banc Royal Bishop |
| O            | (Sud-ouest de l'île Spratley)   |                       | Banc Alexandra, Banc Grainger, Banc Prince of Wales, Banc Prince Consort |
| O            | Banc Rifleman                   | 7° 50′ N, 111° 40′ E  | Bombay Castle (Bãi Ba Kè), Banc Johnson (zh) (tức là Bãi Vũng Mây); Banc Kingston (Bãi Đinh), Banc Orleana (Bãi Đất), Bãi Ráng Chiều, bãi Ngũ Sắc, bãi Xà Cừ, bãi Vũ Tích |
| S            |                                 |                       | Caye Amboyne, récif Swallow, récif Louisa, banc Owen |
| S            | Hauts-fonds de Luconia          | 5° 30′ N, 112° 30′ E  | Hauts-fonds de Luconia Nord (zh) : Banc Friendship (zh), Récif Hardie (zh), Récif Aitken (zh), Récif Buck (zh), Récif Moody (zh), Brisants Seahorse (zh), Récif Tripp (zh), Récif Hayes (zh) Hauts-fonds de Luconia Sud (zh) : Récif Stigant (zh), Récif Connell (zh), Récif Herald (îles Spratleys) (zh), Banc Comus (zh), Récif Richmond (zh), Brisants Luconia (zh)                                                  |

## Éléments par nom
A
- Récif Alicia Annie
- Récif Alison
- Banc Amy Douglas
- Caye Amboyne
- Récif Ardasier

B
- Récif Barque Canada
- Banc Bombay
- Bombay Castle
- Récif Boxall

C
- Récif Collins (Johnson du Nord)
- Récif Commodore
- Récif Cornwallis du Sud
- Banc Coronation
- Récif de Cuarteron (Calderon)

D
- Récif Dallas
- Dangerous Ground
- Grand récif Discovery
- Petit récif Discovery

E
- Récif Eldad
- Récif Erica (Bòji Jiāo, Enola, Gabriela Silang, Terumbu Siput)

F
- Récif de Fiery Cross
- Récif Foulerton

G
- Récif Ganges
- Récifs de Gaven / Récif de Gaven du Nord / Récif de Gaven du Sud
- Banc Glasgow
- Récif Grierson

H
- Banc Half Moon
- Récif Hardy (Récif Hubo)
- Récif Hopkins
- Récif Hopps
- Récif de Hughes (Dōngmén, Tư Nghĩa)

I
- Banc Investigator (Pawikan)
- Récif Irving (Balagtas)
- Île de Itu Aba (Tàipíng Dǎo, Ligao, Đảo Ba Bình)

J
- Haut-fond de James
- Récif de Johnson du Sud (Mabini)
- Banc Jubilee

K
- Kalayaan (Palawan)
- Banc Kingston

L
- Récif Ladd
- Caye Lankiam (Panata)
- Récif Lansdowne
- Récif Livock
- Banc Loaita
- Île Loaita (Kota) / Caye Loaita / Loaita Nan
- Récifs London / Récif London Est / Récif London Central / Récif London Ouest
- Récif Louisa
- Hauts-fonds de Luconia

M
- Récif Maralie (récif Bittern)
- Banc Marie Louise
- Récif Mariveles
- Récif Menzies
- Récif Mischief (Panganiban)

N
- Île Namyit
- Île Nanshan (Lawak)
- Banc Nares
- Récif North Danger
- Banc North Viper
- Banc Northeast Investigator

O
- Banc Orleana
- Banc Owen

P
- Île Parola (Caye Northeast)
- Récif Pearson
- Récif Pennsylvania Sud (Magat Salamat)
- Récif Petley
- Île Plane (Patag)
- Banc Premier Thomas

R
- Banc Recto / Banc Reed / Guyot Reed
- Banc Rifleman
- Banc Royal Captain
- Récif Royal Charlotte

S
- Banc Sabina
- Caye Sand
- Caye Sandy
- Banc Second Thomas (Ayungin)
- Île Sin Cowe
- Banc Southern
- Caye Southwest (Pugad)
- Île Spratley (Storm)
- Récif South
- Récif de Subi
- Récif Swallow (Celerio, Layang-Layang)

T
- Récif Tennent
- Île Thitu (Pagasa)
- Récifs Thitu
- Banc Tizard
- Banc Troisième Thomas

U
- Banc de l'Union

W
- Île West York (Likas)
- Récif Western
- Récif Whitsun

Z
- Récif Zhongzhou (Bãi Bàn Than)

## Éléments par occupant et/ou réclamant
Une entité est occupée par un pays si l'une des conditions suivantes est vraie :
- Des soldats et/ou des citoyens civils d'un pays sont présents dans l'élément, soit en construisant des structures sur l'élément pour loger les citoyens (la plupart des éléments sont de ce type), soit en équipant un navire ancré au-dessus de l'élément (le récif Irving occupé par les Philippines est de ce type).
- Visité régulièrement par des soldats d'un pays, sans nécessairement y avoir de soldats présents 24 heures sur 24. Ces éléments doivent se trouver à proximité (dans un rayon de 14 km) d'un élément occupé par le pays conformément à la première condition. La présence de structures n'est pas nécessaire. C'est le cas de l'île Plane et de la caye Lankiam, occupés par les Philippines, où des soldats stationnés respectivement sur l'île Nanshan et l'île Loaita se rendent régulièrement quotidiennement.

La distance visible effective de l'horizon à partir d'une hauteur de 15 mètres (grande structure typique) au-dessus du niveau de la mer est de 9 milles marins (14 km). Cela fait que les entités occupées par la deuxième condition sont également étiquetées comme « occupées » puisqu'elles peuvent être gardées à distance. Cependant, toutes les entités situées dans un rayon de 14 km ne peuvent pas être considérées comme absolument occupées. Cela est particulièrement vrai pour les entités situées entre et à moins de 14 km de deux ou plusieurs entités occupées par différents pays.

### Sommaire
| Nom international                                 | Coordonnées                   | Sous-groupe                | Occupant/s         | Depuis           | Notes                                                        |
| ------------------------------------------------- | ----------------------------- | -------------------------- | ------------------ | ---------------- | ------------------------------------------------------------ |
| Itu Aba                                           | 10° 22,5′ N, 114° 22′ E       | Banc Tizard                | Taïwan             | 1946             |                                                              |
| Ban Than Reef                                     | 10° 23′ N, 114° 24′ E         | Banc Tizard                | Taïwan             | 1946             |                                                              |
| Cuarteron Reef                                    | 8° 53′ N, 112° 51′ E          | Récifs London              | Chine              | 1988             |                                                              |
| Fiery Cross Reef                                  | 9° 37′ N, 112° 58′ E          | O du banc de l'Union       | Chine              | 1988             | Garnison militaire                                           |
| Gaven Reefs                                       | 10° 13′ N, 114° 13′ E         | Banc Tizard                | Chine              | 1988             |                                                              |
| Hughes Reef                                       | 9° 55′ N, 114° 30′ E          | Banc de l'Union            | Chine              | 1988             | Phare                                                        |
| Johnson South Reef                                | 9° 43′ N, 114° 17′ E          | Banc de l'Union            | Chine              | 1988             |                                                              |
| Mischief Reef                                     | 9° 55′ N, 115° 32′ E          | SE de Dangerous Ground     | Chine              | 1995             | Piste aérienne                                               |
| Subi Reef                                         | 10° 55′ N, 114° 04′ E         | O des récifs Thitu         | Chine              | 2013             | Garnison militaire                                           |
| Flat Island                                       | 10° 49′ N, 115° 49′ E         | SE de Dangerous Ground     | Philippines        | 1974             |                                                              |
| Lankiam Cay                                       | 10° 43′ N, 114° 32′ E         | Banc Loaita                | Philippines        | -                |                                                              |
| Loaita Cay                                        | 10° 43′ 43″ N, 114° 21′ 09″ E | Banc Loaita                | Philippines        | -                |                                                              |
| Loaita Island                                     | 10° 40′ N, 114° 25′ E         | Banc Loaita                | Philippines        | -                |                                                              |
| Nanshan Island                                    | 10° 44′ N, 115° 48′ E         | NE de Dangerous Ground     | Philippines        | -                |                                                              |
| Northeast Cay                                     | 11° 27′ N, 114° 21′ E         | Récif North Danger         | Philippines        | -                |                                                              |
| Thitu Island                                      | 11° 03′ N, 114° 17′ E         | Récifs Thitu               | Philippines        | -                |                                                              |
| West York Island                                  | 11° 05′ N, 115° 01′ E         | NO de Dangerous Ground     | Philippines        | -                |                                                              |
| Commodore Reef                                    | 8° 22′ N, 115° 12′ E          | SE de Dangerous Ground     | Philippines        | -                |                                                              |
| Irving Reef                                       | 10° 52′ N, 114° 55′ E         | NNO de Dangerous Ground    | Philippines        | -                |                                                              |
| Second Thomas Shoal                               | 9° 44′ N, 115° 52′ E          | NE de Dangerous Ground     | Philippines        | 1999             | Avant-poste de la Marine philippine                          |
| Southwest Cay                                     | 11° 26′ N, 114° 20′ E         | Récif North Danger         | Viêt Nam           | 14 avril 1975    | Phare                                                        |
| Sand Cay                                          | 10° 23′ N, 114° 29′ E         | Banc Tizard                | Viêt Nam           | 25 avril 1975    | Phare                                                        |
| Namyit Island                                     | 10° 11′ N, 114° 22′ E         | Banc Tizard                | Viêt Nam           | 27 avril 1975    | Phare                                                        |
| Sin Cowe Island                                   | 9° 53′ N, 114° 20′ E          | Banc de l'Union            | Viêt Nam           | 27 avril 1975    | Phare                                                        |
| Spratly Island                                    | 8° 38′ N, 114° 25′ E          | Vicinité de l'île Spratley | Viêt Nam           | 29 avril 1975    | Phare                                                        |
| Amboyna Cay                                       | 7° 54′ N, 112° 55′ E          |                            | Viêt Nam           | 29 avril 1975    | Phare                                                        |
| Grierson Reef / Sin Cowe East Island              | 9° 54′ N, 114° 34′ E          | Banc de l'Union            | Viêt Nam           | 23 mars 1978     |                                                              |
| Central London Reef                               | 8° 56′ N, 112° 21′ E          | Récifs London              | Viêt Nam           | 2 avril 1978     |                                                              |
| Pearson Reef                                      | 8° 57′ N, 113° 40′ E          | SO de Dangerous Ground     | Viêt Nam           | 10 avril 1978    |                                                              |
| Barque Canada Reef                                | 8° 10′ N, 113° 18′ E          | SO de Dangerous Ground     | Viêt Nam           | Février 1987     |                                                              |
| West London Reef                                  | 8° 52′ N, 112° 14′ E          | Récifs London              | Viêt Nam           | 15 janvier 1988  | Phare                                                        |
| Ladd Reef                                         | 8° 41′ N, 111° 40′ E          | Vicinité de l'île Spratley | Viêt Nam           | 5 février 1988   | Phare                                                        |
| Discovery Great Reef                              | 10° 04′ N, 113° 51′ E         | O du Banc Tizard           | Viêt Nam           | 6 février 1988   |                                                              |
| Pigeon Reef                                       | 8° 51′ N, 114° 39′ E          | SO de Dangerous Ground     | Viêt Nam           | 7 février 1988   | Phare                                                        |
| East London Reef                                  | 8° 50′ N, 112° 36′ E          | Récifs London              | Viêt Nam           | 19 février 1988  |                                                              |
| Alison Reef                                       | 8° 51′ N, 114° 00′ E          | SO de Dangerous Ground     | Viêt Nam           | 20 mars 1988     |                                                              |
| Cornwallis South Reef                             | 8° 43′ N, 114° 11′ E          | SO de Dangerous Ground     | Viêt Nam           | 20 mars 1988     |                                                              |
| South Reef                                        | 11° 23′ N, 114° 18′ E         | Récif North Danger         | Viêt Nam           | 2 avril 1988     |                                                              |
| Petley Reef                                       | 10° 24′ N, 114° 35′ E         | Banc Tizard                | Viêt Nam           | 13 avril 1988    |                                                              |
| Collins Reef                                      | 9° 46′ N, 114° 15′ E          | Banc de l'Union            | Viêt Nam           | 28 juin 1988     |                                                              |
| Lansdowne Reef                                    | 9° 47′ N, 114° 22′ E          | Banc de l'Union            | Viêt Nam           | 28 juin 1988     |                                                              |
| Bombay Castle                                     | 7° 56′ N, 111° 43′ E          | Banc Riflemen (zh)         | Viêt Nam           | 30 juin 1989     | Phare                                                        |
| Prince of Wales Bank                              | 8° 09′ N, 110° 36′ E          | Banc Southwest             | Viêt Nam           | 30 juin 1989     | Phare                                                        |
| Vanguard Bank                                     | 7° 32′ N, 109° 45′ E          | Ouest des îles Spratleys   | Viêt Nam           | 5 juillet 1989   | Phare, Patrouilles de la Garde côtière chinoise              |
| Prince Consort Bank                               | 7° 55′ N, 109° 58′ E          | Banc Southwest             | Viêt Nam           | 4 novembre 1990  | Phare                                                        |
| Grainger Bank                                     | 7° 49′ N, 110° 30′ E          | Banc Southwest             | Viêt Nam           | 3 novembre 1991  | Phare                                                        |
| Alexandra Bank                                    | 8° 01′ N, 110° 38′ E          | Banc Southwest             | Viêt Nam           | 30 novembre 1991 | Phare                                                        |
| Orleana Shoal                                     | 7° 41′ N, 111° 43′ E          | Banc Riflemen (zh)         | Viêt Nam           | 3 juillet 1998   | Phare                                                        |
| Kingston Shoal                                    | 7° 34′ 06″ N, 111° 33′ 13″ E  | Banc Riflemen (zh)         | Viêt Nam           | 7 juillet 1998   | Phare                                                        |
| Swallow Reef                                      | 7° 22′ N, 113° 50′ E          |                            | Malaisie           | 1983             | Station offshore ZEE "Lima" de la Marine royale malaisienne  |
| Ardasier Reef                                     | 7° 38′ N, 113° 56′ E          | SO de Dangerous Ground     | Malaisie           | 1986             | Station offshore ZEE "Uniform"                               |
| Mariveles Reef                                    | 8° 00′ N, 113° 54′ E          | SO de Dangerous Ground     | Malaisie           | 1986             | Station offshore ZEE "Mike"                                  |
| Dallas Reef                                       | 7° 37′ N, 113° 48′ E          | SO de Dangerous Ground     | Malaisie           | 1987 (ou 1986)   |                                                              |
| Erica Reef                                        | 8° 06′ N, 114° 08′ E          | SO de Dangerous Ground     | Malaisie           | 1999             | Station offshore ZEE "Sierra"                                |
| Investigator Shoal                                | 8° 07′ N, 114° 42′ E          | SO de Dangerous Ground     | Malaisie           | 1999             | Station offshore ZEE "Papa"                                  |
| James Shoal                                       | 3° 58,5′ N, 112° 21′ E        | -                          | Malaisie           |                  | Patrouilles de la Garde côtière chinoise                     |
| Louisa Reef                                       | 6° 20′ N, 113° 14′ E          |                            | Brunei             | -                |                                                              |
| Aitken Reef (zh)                                  | 5° 54′ 00″ N, 112° 31′ 30″ E  | Hauts-fonds de Luconia     |                    |                  | Inoccupé, près de                                            |
| Alicia Annie Reef                                 | 9° 21′ N, 115° 26′ E          | SO de Dangerous Ground     |                    |                  |                                                              |
| Amy Douglas Bank /Hirane Shoal                    | 10° 50′ N, 116° 15′ E         | NE de Dangerous Ground     |                    |                  | Inoccupé, à l'est du 116e méridien                           |
| Ardasier Bank (zh)                                | 7° 36′ N, 114° 17′ E          | SO de Dangerous Ground     |                    |                  | Inoccupé, près de                                            |
| Bombay Shoal                                      | 9° 26′ N, 116° 55′ E          | ESE de Dangerous Ground    |                    |                  | Inoccupé, à l'est du 116e méridien                           |
| Boxall Reef                                       | 9° 36′ N, 116° 10′ E          | SE de Dangerous Ground     |                    |                  | Inoccupé, à l'est du 116e méridien                           |
| Buck Reef (zh)                                    | 5° 48′ 15″ N, 112° 32′ 15″ E  | Hauts-fonds de Luconia     |                    |                  | Inoccupé, près de                                            |
| Carnatic Shoal (zh)                               | 10° 06′ N, 117° 21′ E         | NE de Dangerous Ground     |                    |                  | Inoccupé, à l'est du 116e méridien                           |
| Comus Shoal (zh)                                  | 5° 02′ 12″ N, 112° 56′ 20″ E  | Hauts-fonds de Luconia     |                    |                  | Inoccupé, près de                                            |
| Connell Reef (zh)                                 | 5° 04′ 40″ N, 112° 34′ 45″ E  | Hauts-fonds de Luconia     |                    |                  | Inoccupé, près de                                            |
| Coronation Bank                                   | 9° 21′ N, 111° 44′ E          | O du banc de l'Union       |                    |                  |                                                              |
| Dhaulle Shoal (zh)                                | 9° 28′ N, 112° 24′ E          | O du banc de l'Union       |                    |                  |                                                              |
| Director Reef (zh)                                | 8° 28′ N, 115° 55′ E          | SE de Dangerous Ground     |                    |                  |                                                              |
| Discovery Small Reef                              | 10° 01′ N, 114° 02′ E         | O du banc Tizard           |                    |                  |                                                              |
| Edmund Reef (zh)                                  | 9° 54′ N, 114° 23,5′ E        | Banc de l'Union            |                    |                  |                                                              |
| Eldad Reef                                        | 10° 21′ N, 114° 42′ E         | Banc Tizard                |                    |                  | Inoccupé, Patrouilles de la Garde côtière chinoise           |
| Empire Reef (zh)                                  | 9° 58,5′ N, 114° 35,5′ E      | Banc de l'Union            |                    |                  |                                                              |
| First Thomas Shoal                                | 9° 20′ N, 115° 57′ E          | SE de Dangerous Ground     |                    |                  | Inoccupé, Patrouilles de la Garde côtière chinoise           |
| Friendship Shoal (zh)                             | 5° 57′ 18″ N, 112° 31′ 43″ E  | Hauts-fonds de Luconia     |                    |                  | Inoccupé, près de                                            |
| Ganges Reef                                       | 10° 20′ N, 115° 04′ E         | -                          |                    |                  |                                                              |
| Glasgow Bank                                      | 8° 28′ N, 115° 30′ E          | SE de Dangerous Ground     |                    |                  |                                                              |
| Half Moon Shoal                                   | 8° 52′ N, 116° 16′ E          | ESE de Dangerous Ground    |                    |                  | Inoccupé, à l'est du 116e méridien est                       |
| Hallet Reef (zh)                                  | 9° 56′ N, 114° 31′ E          | Banc de l'Union            |                    |                  | Inoccupé, près de du récif de Hughes                         |
| Hardie Reef (zh)                                  | 5° 47′ 00″ N, 112° 26′ 45″ E  | Hauts-fonds de Luconia     |                    |                  | Inoccupé, près de                                            |
| Hardy Reef/Hubo Reef                              | 10° 08′ N, 116° 08′ E         | NE de Dangerous Ground     |                    |                  | Inoccupé, à l'est du 116e méridien est                       |
| Hayes Reef (zh)                                   | 5° 22′ N, 112° 39′ E          | Hauts-fonds de Luconia     |                    |                  | Inoccupé, près de Malaisie                                   |
| Herald Reef (zh)                                  | 4° 58′ 15″ N, 112° 36′ 15″ E  | Hauts-fonds de Luconia     |                    |                  | Inoccupé, près de                                            |
| Higgens Reef (zh)                                 | 9° 48′ N, 114° 24′ E          | Banc de l'Union            |                    |                  |                                                              |
| Holiday Reef (zh)                                 | 9° 58′ N, 114° 34′ E          | Banc de l'Union            |                    |                  |                                                              |
| Hopkins Reef                                      | 10° 48,5′ N, 116° 05,5′ E     | NE de Dangerous Ground     |                    |                  | Inoccupé, à l'est du 116e méridien est                       |
| Hopps Reef                                        | 10° 15′ N, 115° 21,5′ E       | Récifs Southampton         |                    |                  |                                                              |
| Northeast Investigator Shoal                      | 9° 10,5′ N, 116° 27,5′ E      | SE de Dangerous Ground     |                    |                  | Inoccupé, à l'est du 116e méridien est                       |
| Iroquois Reef                                     | 10° 37,5′ N, 116° 10,5′ E     | NE de Dangerous Ground     |                    |                  | Inoccupé, à l'est du 116e méridien est                       |
| Baker Reef                                        | 10° 43,7′ N, 116° 09,54′ E    | NE de Dangerous Ground     |                    |                  | Inoccupé, à l'est du 116e méridien est                       |
| Jackson Atoll                                     | 10° 29′ N, 115° 45′ E         | NE de Dangerous Ground     |                    |                  |                                                              |
| Johnson Patch (zh)                                | 7° 48′ 15″ N, 111° 34′ 29″ E  | Banc de l'Union            | Banc Riflemen (zh) |                  | Inoccupé, près de Bombay Castle                              |
| Jones Reef (zh)/Zhangxi Jiao                      | 9° 50′ N, 114° 28′ E          | Banc de l'Union            |                    |                  |                                                              |
| Jubilee Bank                                      | 8° 32′ N, 111° 29′ E          | Vicinité de l'île Spratley |                    |                  | Inoccupé, près du récif Ladd                                 |
| Katimugan Banks (zh) [Information douteuse]       | 10° 30′ N, 116° 40′ E         | NE de Dangerous Ground     |                    |                  | Inoccupé, à l'est du 116e méridien est                       |
| Leslie Bank (zh)                                  | 11° 05′ N, 117° 28′ E         | NE de Dangerous Ground     |                    |                  | Inoccupé, à l'est du 116e méridien est                       |
| Livock Reef                                       | 10° 11′ N, 115° 18′ E         | Récifs Southampton         |                    |                  |                                                              |
| Loaita Nan                                        | 10° 42′ N, 114° 19′ E         | Banc Loaita                |                    |                  | Inoccupé, près de la caye Loaita                             |
| Lord Auckland Shoal (zh)                          | 10° 20′ N, 117° 17′ E         | NE de Dangerous Ground     |                    |                  | Inoccupé, à l'est du 116e méridien est                       |
| Loveless Reef (zh)                                | 9° 51′ N, 114° 17′ E          | Banc de l'Union            |                    |                  | Inoccupé, près de l' île Sin Cowe                            |
| Luconia Breakers (zh)                             | 4° 59′ N, 112° 37′ E          | Hauts-fonds de Luconia     |                    |                  | Inoccupé, près de , Patrouilles de la Garde côtière chinoise |
| Lys Shoal (zh)                                    | 11° 19′ N, 114° 35′ E         | Trident & Lys              |                    |                  |                                                              |
| Maralie Reef /Bittern Reef                        | 9° 12′ N, 113° 40′ E          | SO de Dangerous Ground     |                    |                  |                                                              |
| Marie Louise Bank                                 | 11° 55′ N, 116° 47′ E         | Guyot Reed                 |                    |                  | Inoccupé, à l'est du 116e méridien est                       |
| McKennan Reef (zh) /Kennan Reef                   | 9° 54′ N, 114° 28′ E          | Banc de l'Union            |                    |                  | Inoccupé, près du récif de Hughes                            |
| Menzies Reef                                      | 11° 09′ N, 114° 48′ E         | NNO de Dangerous Ground    |                    |                  |                                                              |
| Moody Reef (zh)                                   | 5° 37′ 38″ N, 112° 21′ 38″ E  | Hauts-fonds de Luconia     |                    |                  | Inoccupé, près de                                            |
| Nares Bank                                        | 11° 35′ N, 116° 15′ E         | Guyot Reed                 |                    |                  | Inoccupé, à l'est du 116e méridien est                       |
| North East Shoal (zh)                             | 8° 31′ N, 115° 15′ E          | SE de Dangerous Ground     |                    |                  |                                                              |
| North Luconia Shoals (zh)                         | 5° 39′ N, 112° 28′ E          | Hauts-fonds de Luconia     |                    |                  | Inoccupé, près de                                            |
| South Luconia Shoals (zh)                         | 5° 05′ N, 112° 40′ E          | Hauts-fonds de Luconia     |                    |                  | Inoccupé, près de                                            |
| North Reef (zh)                                   | 11° 28′ N, 114° 23′ E         | Récif North Danger         |                    |                  | Inoccupé, près de la caye Northeast                          |
| North Viper Shoal                                 | 8° 02′ N, 115° 23′ E          | SE de Dangerous Ground     |                    |                  |                                                              |
| South Viper Shoal (zh)                            | 7° 30′ N, 115° 00′ E          | ESE de Dangerous Ground    |                    |                  |                                                              |
| Owen Shoal                                        | 8° 09′ N, 111° 58′ E          | -                          |                    |                  | Inoccupé, près de Bombay Castle                              |
| Pennsylvania North Reef (zh)                      | 10° 48′ N, 116° 51′ E         | Guyot Reed                 |                    |                  | Inoccupé, à l'est du 116e méridien est                       |
| Pennsylvania South Reef (zh) / Magat Salamat Reef | 10° 23′ N, 116° 34′ E         | Banc Southern              |                    |                  | Inoccupé, à l'est du 116e méridien est                       |
| Récif Foulerton (zh)                              | 10° 33′ 20″ N, 116° 51′ 20″ E | Banc Southern              |                    |                  | Inoccupé, à l'est du 116e méridien est                       |
| Reed Bank                                         | 11° 20′ N, 116° 50′ E         | Guyot Reed                 |                    |                  | Inoccupé, à l'est du 116e méridien est                       |
| Richmond Reef (zh)                                | 5° 03′ 00″ N, 112° 39′ 52″ E  | Hauts-fonds de Luconia     |                    |                  | Inoccupé, près de                                            |
| Royal Captain Shoal                               | 9° 01′ N, 116° 40′ E          | ESE de Dangerous Ground    |                    |                  | Inoccupé, à l'est du 116e méridien est                       |
| Royal Charlotte Reef                              | 6° 57′ N, 113° 35′ E          | SO de Dangerous Ground     |                    |                  | Inoccupé, près de , Patrouilles de la Garde côtière chinoise |
| Sabina Shoal                                      | 9° 45′ N, 116° 28′ E          | SE de Dangerous Ground     |                    |                  | Inoccupé, à l'est du 116e méridien est                       |
| Sandy Cay                                         | 11° 04′ N, 114° 13′ E         | Récifs Thitu               |                    |                  | Inoccupé, près de l' île Thitu                               |
| Sandy Shoal (zh)                                  | 11° 02′ N, 117° 38′ E         | NE de Dangerous Ground     |                    |                  | Inoccupé, à l'est du 116e méridien est                       |
| Seahorse Breakers (zh)                            | 5° 30′ N, 112° 35′ E          | Hauts-fonds de Luconia     |                    |                  | Inoccupé, près de                                            |
| Seahorse Shoal (zh)                               | 10° 48′ N, 117° 47′ E         | NE de Dangerous Ground     |                    |                  | Inoccupé, à l'est du 116e méridien est                       |
| Southern Bank                                     | 10° 28′ N, 116° 45′ E         | NE de Dangerous Ground     |                    |                  | Inoccupé, à l'est du 116e méridien est                       |
| Stag Shoal (zh)                                   | 8° 27′ N, 112° 57′ E          | -                          |                    |                  |                                                              |
| Stigant Reef (zh)                                 | 5° 01′ 28″ N, 112° 28′ 45″ E  | Hauts-fonds de Luconia     |                    |                  | Inoccupé, près de                                            |
| Tagpi (zh) [Information douteuse]                 | 10° 33′ N, 116° 56′ E         | NE de Dangerous Ground     |                    |                  | Inoccupé, à l'est du 116e méridien est                       |
| Templar Bank (zh)                                 | 11° 01′ N, 117° 17′ E         | NE de Dangerous Ground     |                    |                  | Inoccupé, à l'est du 116e méridien est                       |
| Third Thomas Shoal                                | 10° 54′ N, 115° 56′ E         | NE de Dangerous Ground     |                    |                  |                                                              |
| Thitu Reefs                                       | 11° 05′ N, 114° 23′ E         | Récifs Thitu               |                    |                  | Inoccupé, près de l' île Thitu                               |
| Trident Shoal (zh)                                | 11° 24′ N, 114° 40′ E         | Trident & Lys              |                    |                  |                                                              |
| Reef Tripp (zh)                                   | 5° 28′ 30″ N, 112° 28′ 30″ E  | Hauts-fonds de Luconia     |                    |                  | Inoccupé, près de                                            |
| Western Reef                                      | 10° 14′ N, 113° 38,33′ E      | O du Banc Tizard           |                    |                  |                                                              |
| Whitson Reef                                      | 9° 59′ N, 114° 39′ E          | Banc de l'Union            |                    |                  | Inoccupé, Patrouilles de la Garde côtière chinoise           |

### Éléments occupés

#### Brunei Darussalam
Le récif Louisa est contrôlé par Brunei depuis 2009.
| Nom international | Nom locaux                     | Description                                               | Superficie (ha.) | Superficie récupérée |
| Louisa Reef       | 南通礁 Nantong Jiao            | Rochers de 1 mètre de haut. La Malaisie y opère un phare. | 0                |                      |
| Louisa Reef       | Terumbu Semarang / Barat Kecil | Rochers de 1 mètre de haut. La Malaisie y opère un phare. | 0                |                      |
| Total             |                                | 1 récif                                                   | 0                |                      |

#### Malaisie
La Marine royale malaisienne a établi 5 stations navales offshore naval stations (Offshore EEZ Stations) sur des terres récupérées :
1. 1983: Station Lima (Récif Swallow)
2. 1986: Station Uniform (Récif Ardasier)
3. 1986: Station Mike (Récif Mariveles)
4. 1999: Station Sierra (Récif Erica)
5. 1999: Station Papa (Banc Investigator)

| Nom international       | Nom locaux                   | Description | Superficie (ha.) | Superficie récupérée |
| Swallow Reef / Island,  | Celerio                      | Onzième plus grande île des Spratleys. Des cayes sans arbres et des rochers atteignant 3 mètres de haut entourent un lagon. La Malaisie a tracé des mers territoriales autour de cette île et de la caye Amboyne. Plus de 70 soldats sont stationnés à la station offshore de la ZEE de la Marine royale malaisienne « Lima ». Dispose d'une piste d'atterrissage de 1,4 km, d'une jetée et d'un centre de plongée. Occupé depuis 1983. | 6.2              | ~35ha                |
| Swallow Reef / Island,  | 弹丸礁 彈丸礁 Danwan Jiao    | Onzième plus grande île des Spratleys. Des cayes sans arbres et des rochers atteignant 3 mètres de haut entourent un lagon. La Malaisie a tracé des mers territoriales autour de cette île et de la caye Amboyne. Plus de 70 soldats sont stationnés à la station offshore de la ZEE de la Marine royale malaisienne « Lima ». Dispose d'une piste d'atterrissage de 1,4 km, d'une jetée et d'un centre de plongée. Occupé depuis 1983. | 6.2              | ~35ha                |
| Swallow Reef / Island,  | Đá Hoa Lau                   | Onzième plus grande île des Spratleys. Des cayes sans arbres et des rochers atteignant 3 mètres de haut entourent un lagon. La Malaisie a tracé des mers territoriales autour de cette île et de la caye Amboyne. Plus de 70 soldats sont stationnés à la station offshore de la ZEE de la Marine royale malaisienne « Lima ». Dispose d'une piste d'atterrissage de 1,4 km, d'une jetée et d'un centre de plongée. Occupé depuis 1983. | 6.2              | ~35ha                |
| Swallow Reef / Island,  | Terumbu Layang Layang        | Onzième plus grande île des Spratleys. Des cayes sans arbres et des rochers atteignant 3 mètres de haut entourent un lagon. La Malaisie a tracé des mers territoriales autour de cette île et de la caye Amboyne. Plus de 70 soldats sont stationnés à la station offshore de la ZEE de la Marine royale malaisienne « Lima ». Dispose d'une piste d'atterrissage de 1,4 km, d'une jetée et d'un centre de plongée. Occupé depuis 1983. | 6.2              | ~35ha                |
| Ardasier Reef,          | Antonio Luna                 | 7° 38′ N, 113° 56′ E Naturellement hors de l'eau uniquement à marée basse. Entoure une lagune. A quelques parcelles de sable. Plusieurs soldats stationnés à la station offshore « Uniform » de la ZEE de la Royal Malaysian Navy. Occupé depuis 1986. | 0                |                      |
| Ardasier Reef,          | 光星仔礁 Guangxingzai Jiao   | 7° 38′ N, 113° 56′ E Naturellement hors de l'eau uniquement à marée basse. Entoure une lagune. A quelques parcelles de sable. Plusieurs soldats stationnés à la station offshore « Uniform » de la ZEE de la Royal Malaysian Navy. Occupé depuis 1986. | 0                |                      |
| Ardasier Reef,          | Bãi Kiêu Ngựa                | 7° 38′ N, 113° 56′ E Naturellement hors de l'eau uniquement à marée basse. Entoure une lagune. A quelques parcelles de sable. Plusieurs soldats stationnés à la station offshore « Uniform » de la ZEE de la Royal Malaysian Navy. Occupé depuis 1986. | 0                |                      |
| Ardasier Reef,          | Terumbu Ubi                  | 7° 38′ N, 113° 56′ E Naturellement hors de l'eau uniquement à marée basse. Entoure une lagune. A quelques parcelles de sable. Plusieurs soldats stationnés à la station offshore « Uniform » de la ZEE de la Royal Malaysian Navy. Occupé depuis 1986. | 0                |                      |
| Dallas Reef             | Rajah Matanda                | Naturellement hors de l'eau uniquement à marée basse. Entoure une lagune. Plusieurs militaires stationnés. La Malaisie utilise également ce récif à des fins touristiques. | 0                |                      |
| Dallas Reef             | 光星礁 Guangxing Jiao        | Naturellement hors de l'eau uniquement à marée basse. Entoure une lagune. Plusieurs militaires stationnés. La Malaisie utilise également ce récif à des fins touristiques. | 0                |                      |
| Dallas Reef             | Đá Suối Cátt                 | Naturellement hors de l'eau uniquement à marée basse. Entoure une lagune. Plusieurs militaires stationnés. La Malaisie utilise également ce récif à des fins touristiques. | 0                |                      |
| Dallas Reef             | Terumbu Laya                 | Naturellement hors de l'eau uniquement à marée basse. Entoure une lagune. Plusieurs militaires stationnés. La Malaisie utilise également ce récif à des fins touristiques. | 0                |                      |
| Erica Reef / Enloa Reef | Gabriela Silang              | Au-dessus de l'eau uniquement à marée basse. Quelques rochers isolés sur la bordure est se dressent au-dessus des hautes eaux. Plusieurs soldats stationnés à la station offshore ZEE "Sierra" de la Marine royale malaisienne. Occupé depuis 1999. | 0                |                      |
| Erica Reef / Enloa Reef | 簸箕礁 Boji Jiao             | Au-dessus de l'eau uniquement à marée basse. Quelques rochers isolés sur la bordure est se dressent au-dessus des hautes eaux. Plusieurs soldats stationnés à la station offshore ZEE "Sierra" de la Marine royale malaisienne. Occupé depuis 1999. | 0                |                      |
| Erica Reef / Enloa Reef | Đá Én Ca                     | Au-dessus de l'eau uniquement à marée basse. Quelques rochers isolés sur la bordure est se dressent au-dessus des hautes eaux. Plusieurs soldats stationnés à la station offshore ZEE "Sierra" de la Marine royale malaisienne. Occupé depuis 1999. | 0                |                      |
| Erica Reef / Enloa Reef | Terumbu Siput                | Au-dessus de l'eau uniquement à marée basse. Quelques rochers isolés sur la bordure est se dressent au-dessus des hautes eaux. Plusieurs soldats stationnés à la station offshore ZEE "Sierra" de la Marine royale malaisienne. Occupé depuis 1999. | 0                |                      |
| Investigator Shoal      | Pawikan                      | Au-dessus de l'eau uniquement à marée basse. Quelques gros rochers à l’extrémité ouest sont visibles à marée haute. Entoure une lagune. Plusieurs soldats stationnés à la station offshore « Papa » de la ZEE de la Marine royale malaisienne. Occupé depuis 1999. | 0                |                      |
| Investigator Shoal      | 榆亚暗沙 榆亞暗沙 Yuya Ansha | Au-dessus de l'eau uniquement à marée basse. Quelques gros rochers à l’extrémité ouest sont visibles à marée haute. Entoure une lagune. Plusieurs soldats stationnés à la station offshore « Papa » de la ZEE de la Marine royale malaisienne. Occupé depuis 1999. | 0                |                      |
| Investigator Shoal      | Bãi Thám Hiểm                | Au-dessus de l'eau uniquement à marée basse. Quelques gros rochers à l’extrémité ouest sont visibles à marée haute. Entoure une lagune. Plusieurs soldats stationnés à la station offshore « Papa » de la ZEE de la Marine royale malaisienne. Occupé depuis 1999. | 0                |                      |
| Investigator Shoal      | Terumbu Peninjau             | Au-dessus de l'eau uniquement à marée basse. Quelques gros rochers à l’extrémité ouest sont visibles à marée haute. Entoure une lagune. Plusieurs soldats stationnés à la station offshore « Papa » de la ZEE de la Marine royale malaisienne. Occupé depuis 1999. | 0                |                      |
| Mariveles Reef,         | Mariveles                    | Caye de sable de 1,5 à 2 mètres de haut, entourée de deux lagons dont certaines parties sont émergées à marée haute. Plusieurs soldats stationnés à la station offshore « Mike » de la ZEE de la Marine royale malaisienne. Occupé depuis 1986. | 0                |                      |
| Mariveles Reef,         | 南海礁 Nanhai Jiao           | Caye de sable de 1,5 à 2 mètres de haut, entourée de deux lagons dont certaines parties sont émergées à marée haute. Plusieurs soldats stationnés à la station offshore « Mike » de la ZEE de la Marine royale malaisienne. Occupé depuis 1986. | 0                |                      |
| Mariveles Reef,         | Đá Kỳ Vân                    | Caye de sable de 1,5 à 2 mètres de haut, entourée de deux lagons dont certaines parties sont émergées à marée haute. Plusieurs soldats stationnés à la station offshore « Mike » de la ZEE de la Marine royale malaisienne. Occupé depuis 1986. | 0                |                      |
| Mariveles Reef,         | Terumbu Mantanani            | Caye de sable de 1,5 à 2 mètres de haut, entourée de deux lagons dont certaines parties sont émergées à marée haute. Plusieurs soldats stationnés à la station offshore « Mike » de la ZEE de la Marine royale malaisienne. Occupé depuis 1986. | 0                |                      |
| Total                   |                              | 1 île, 4 récifs et 1 banc | 6.2              |                      |

#### République populaire de Chine
| Nom international                               | Nom locaux                                                               | Description | Superficie (ha.) | Superficie récupérée |
| Cuarteron Reef,                                 | 华阳礁 Huayang Jiao                                                      | 8° 53′ 00″ N, 112° 51′ 05″ E - Partie des récifs London. Caractéristiques naturelles Roches de corail uniquement. Les plus hauts mesurent 1,5 mètres de haut, au nord. Occupation avant la récupération de terres Occupé par la RPC depuis 1988. À partir de 2011, possède des forteresses récifales permanentes et des plates-formes de ravitaillement capables de résister à des vents allant jusqu'à 71 nœuds et équipées d'équipements de communication VHF/UHF, de radars de recherche ainsi que de canons navals et canons anti-aériens, qui peuvent servir de quai aux patrouilleurs de la marine chinoise. Superficie récupérée Les rapports des services de renseignement de novembre 2014 suggèrent que le récif a été transformé en une île de taille encore inconnue, en raison des activités de récupération de terres de la RPC. En juin 2015, la remise en état des terres avait atteint 0,231 km2 et semblait terminée. | 0                | 23.1 ha              |
| Cuarteron Reef,                                 | Calderon                                                                 | 8° 53′ 00″ N, 112° 51′ 05″ E - Partie des récifs London. Caractéristiques naturelles Roches de corail uniquement. Les plus hauts mesurent 1,5 mètres de haut, au nord. Occupation avant la récupération de terres Occupé par la RPC depuis 1988. À partir de 2011, possède des forteresses récifales permanentes et des plates-formes de ravitaillement capables de résister à des vents allant jusqu'à 71 nœuds et équipées d'équipements de communication VHF/UHF, de radars de recherche ainsi que de canons navals et canons anti-aériens, qui peuvent servir de quai aux patrouilleurs de la marine chinoise. Superficie récupérée Les rapports des services de renseignement de novembre 2014 suggèrent que le récif a été transformé en une île de taille encore inconnue, en raison des activités de récupération de terres de la RPC. En juin 2015, la remise en état des terres avait atteint 0,231 km2 et semblait terminée. | 0                | 23.1 ha              |
| Cuarteron Reef,                                 | Đá Châu Viên                                                             | 8° 53′ 00″ N, 112° 51′ 05″ E - Partie des récifs London. Caractéristiques naturelles Roches de corail uniquement. Les plus hauts mesurent 1,5 mètres de haut, au nord. Occupation avant la récupération de terres Occupé par la RPC depuis 1988. À partir de 2011, possède des forteresses récifales permanentes et des plates-formes de ravitaillement capables de résister à des vents allant jusqu'à 71 nœuds et équipées d'équipements de communication VHF/UHF, de radars de recherche ainsi que de canons navals et canons anti-aériens, qui peuvent servir de quai aux patrouilleurs de la marine chinoise. Superficie récupérée Les rapports des services de renseignement de novembre 2014 suggèrent que le récif a été transformé en une île de taille encore inconnue, en raison des activités de récupération de terres de la RPC. En juin 2015, la remise en état des terres avait atteint 0,231 km2 et semblait terminée. | 0                | 23.1 ha              |
| Fiery Cross Reef / Northwest Investigator Reef, | 永暑礁 Yongshu Jiao                                                      | 9° 37′ N, 112° 58′ E - Ouest du banc de l'Union Caractéristiques naturelles Rochers atteignant 1 mètre de haut. Entièrement en dessous de la marée haute, mais dépôts de guano. Occupation avant la récupération de terres Occupé par la RPC depuis 1988. "Station d'observation marine" construite par la RPC en 1988. La RPC a construit un port naval en dynamitant, en empilant et en cimentant le corail ; cocotiers, sapins et banians plantés. Depuis 2011, il a désigné le quartier général du commandement principal de la RPC ; équipé de radars de transmission de données par satellite, de recherche de surface et aérienne ; armé d'au moins quatre canons navals de grande puissance et de plusieurs emplacements de canons. Superficie récupérée Les rapports des services de renseignement de novembre 2014 ont observé que le récif avait été transformé en une île de 3 000 m de long et 200 à 300 m de large en raison des activités de récupération de terres de la RPC. En février 2015, on estimait déjà que la superficie des terres récupérées avait atteint 2,3 km2, faisant du récif la plus grande masse continentale des îles Spratleys. On estime que la superficie récupérée s'est étendue à 2,65 km2 en avril 2015. En juin 2015, la récupération des terres avait atteint 2,74 km2 et semblait terminée.                         | 0                | 274 ha               |
| Fiery Cross Reef / Northwest Investigator Reef, | Kagitingan                                                               | 9° 37′ N, 112° 58′ E - Ouest du banc de l'Union Caractéristiques naturelles Rochers atteignant 1 mètre de haut. Entièrement en dessous de la marée haute, mais dépôts de guano. Occupation avant la récupération de terres Occupé par la RPC depuis 1988. "Station d'observation marine" construite par la RPC en 1988. La RPC a construit un port naval en dynamitant, en empilant et en cimentant le corail ; cocotiers, sapins et banians plantés. Depuis 2011, il a désigné le quartier général du commandement principal de la RPC ; équipé de radars de transmission de données par satellite, de recherche de surface et aérienne ; armé d'au moins quatre canons navals de grande puissance et de plusieurs emplacements de canons. Superficie récupérée Les rapports des services de renseignement de novembre 2014 ont observé que le récif avait été transformé en une île de 3 000 m de long et 200 à 300 m de large en raison des activités de récupération de terres de la RPC. En février 2015, on estimait déjà que la superficie des terres récupérées avait atteint 2,3 km2, faisant du récif la plus grande masse continentale des îles Spratleys. On estime que la superficie récupérée s'est étendue à 2,65 km2 en avril 2015. En juin 2015, la récupération des terres avait atteint 2,74 km2 et semblait terminée.                         | 0                | 274 ha               |
| Fiery Cross Reef / Northwest Investigator Reef, | Đá Chữ Thập                                                              | 9° 37′ N, 112° 58′ E - Ouest du banc de l'Union Caractéristiques naturelles Rochers atteignant 1 mètre de haut. Entièrement en dessous de la marée haute, mais dépôts de guano. Occupation avant la récupération de terres Occupé par la RPC depuis 1988. "Station d'observation marine" construite par la RPC en 1988. La RPC a construit un port naval en dynamitant, en empilant et en cimentant le corail ; cocotiers, sapins et banians plantés. Depuis 2011, il a désigné le quartier général du commandement principal de la RPC ; équipé de radars de transmission de données par satellite, de recherche de surface et aérienne ; armé d'au moins quatre canons navals de grande puissance et de plusieurs emplacements de canons. Superficie récupérée Les rapports des services de renseignement de novembre 2014 ont observé que le récif avait été transformé en une île de 3 000 m de long et 200 à 300 m de large en raison des activités de récupération de terres de la RPC. En février 2015, on estimait déjà que la superficie des terres récupérées avait atteint 2,3 km2, faisant du récif la plus grande masse continentale des îles Spratleys. On estime que la superficie récupérée s'est étendue à 2,65 km2 en avril 2015. En juin 2015, la récupération des terres avait atteint 2,74 km2 et semblait terminée.                         | 0                | 274 ha               |
| Gaven Reefs,                                    | 南薰礁 Nanxun Jiao (Northern reef) / Xinan or Duolu Jiao (Southern reef) | 10° 12′ 48″ N, 114° 13′ 09″ E - Partie du banc Tizard. Caractéristiques naturelles Une dune de 2 mètres de haut. A un récif frangeant plus un récif 2 milles (3 km) au sud, tous deux couverts à marée haute. Occupation avant la récupération de terres Le récif sud a été occupé par la RPC le 04/07/92. Occupé depuis 1988. Dispose depuis 2011 de forteresses récifales permanentes et de plates-formes de ravitaillement capables de résister à des vents jusqu'à 71 nœuds et équipées d'équipements de communication VHF/UHF, de radars de recherche ainsi que de canons navals et de canons anti-aériens, pouvant servir de quai pour les patrouilleurs de la marine chinoise. Superficie récupérée Des rapports de renseignement de novembre 2014 ont observé que le récif avait été transformé en une île de taille encore inconnue en raison des activités de récupération des terres de la RPC. En juin 2015, la récupération des terres avait atteint 0,136 km2 et semblait terminée | 0                | 13.6 ha              |
| Gaven Reefs,                                    | Burgos                                                                   | 10° 12′ 48″ N, 114° 13′ 09″ E - Partie du banc Tizard. Caractéristiques naturelles Une dune de 2 mètres de haut. A un récif frangeant plus un récif 2 milles (3 km) au sud, tous deux couverts à marée haute. Occupation avant la récupération de terres Le récif sud a été occupé par la RPC le 04/07/92. Occupé depuis 1988. Dispose depuis 2011 de forteresses récifales permanentes et de plates-formes de ravitaillement capables de résister à des vents jusqu'à 71 nœuds et équipées d'équipements de communication VHF/UHF, de radars de recherche ainsi que de canons navals et de canons anti-aériens, pouvant servir de quai pour les patrouilleurs de la marine chinoise. Superficie récupérée Des rapports de renseignement de novembre 2014 ont observé que le récif avait été transformé en une île de taille encore inconnue en raison des activités de récupération des terres de la RPC. En juin 2015, la récupération des terres avait atteint 0,136 km2 et semblait terminée | 0                | 13.6 ha              |
| Gaven Reefs,                                    | Đá Ga Ven (récif Nord) / Đá Lạc (récif Sud)                              | 10° 12′ 48″ N, 114° 13′ 09″ E - Partie du banc Tizard. Caractéristiques naturelles Une dune de 2 mètres de haut. A un récif frangeant plus un récif 2 milles (3 km) au sud, tous deux couverts à marée haute. Occupation avant la récupération de terres Le récif sud a été occupé par la RPC le 04/07/92. Occupé depuis 1988. Dispose depuis 2011 de forteresses récifales permanentes et de plates-formes de ravitaillement capables de résister à des vents jusqu'à 71 nœuds et équipées d'équipements de communication VHF/UHF, de radars de recherche ainsi que de canons navals et de canons anti-aériens, pouvant servir de quai pour les patrouilleurs de la marine chinoise. Superficie récupérée Des rapports de renseignement de novembre 2014 ont observé que le récif avait été transformé en une île de taille encore inconnue en raison des activités de récupération des terres de la RPC. En juin 2015, la récupération des terres avait atteint 0,136 km2 et semblait terminée | 0                | 13.6 ha              |
| Hughes Reef,                                    | 东门礁 Dongmen Jiao                                                      | 9° 55′ N, 114° 30′ E - Partie du banc de l'Union. Caractéristiques naturelles Se trouve à 9 milles marins à l'est de l'île Sin Cowe. Naturellement au-dessus de l'eau au moins à marée basse. Occupation avant la récupération de terres Occupé depuis 1988. Possède un phare au sommet d'un avant-poste de défense chinois à deux étages Superficie récupérée Les images capturées le 24 janvier 2015 montrent 0,75 km2 de terrain récupéré et la construction d'une grande installation en cours. En juin 2015, la récupération de terres avait atteint 0,76 km2 et semblait terminée, | 0                | 7.6 ha               |
| Hughes Reef,                                    | Đá Tư Nghĩa                                                              | 9° 55′ N, 114° 30′ E - Partie du banc de l'Union. Caractéristiques naturelles Se trouve à 9 milles marins à l'est de l'île Sin Cowe. Naturellement au-dessus de l'eau au moins à marée basse. Occupation avant la récupération de terres Occupé depuis 1988. Possède un phare au sommet d'un avant-poste de défense chinois à deux étages Superficie récupérée Les images capturées le 24 janvier 2015 montrent 0,75 km2 de terrain récupéré et la construction d'une grande installation en cours. En juin 2015, la récupération de terres avait atteint 0,76 km2 et semblait terminée, | 0                | 7.6 ha               |
| Johnson South Reef,                             | 赤瓜礁 Chigua Jiao                                                       | 9° 42′ 50″ N, 114° 17′ 10″ E - Partie du banc de l'Union. Caractéristiques naturelles Contigu au récif Collins occupé par le Viêt Nam, situé à 4 milles (6 km) au nord-ouest. Naturellement hors de l'eau uniquement à marée basse, mais de nombreux rochers hors de l'eau à marée haute. Occupation avant la récupération de terres Site de l'affrontement entre la RPC et le Viêt Nam de 1988. Occupé depuis 1988. À partir de 2011, dispose de forteresses récifales permanentes et de plates-formes de ravitaillement capables de résister à des vents jusqu'à 71 nœuds et équipées d'équipements de communication VHF/UHF, de radars de recherche ainsi que de canons navals et de canons anti-aériens, qui peuvent servir de quai aux patrouilleurs de la marine chinoise. Superficie récupérée Des rapports de renseignement de novembre 2014 ont observé que le récif avait été transformé en une île d'environ 500 m sur 200 m en raison des activités de remise en état des terres de la RPC. En juin 2015, la récupération des terres avait atteint 0,109 km2 et semblait terminée. | 0                | 10.9 ha              |
| Johnson South Reef,                             | Mabini                                                                   | 9° 42′ 50″ N, 114° 17′ 10″ E - Partie du banc de l'Union. Caractéristiques naturelles Contigu au récif Collins occupé par le Viêt Nam, situé à 4 milles (6 km) au nord-ouest. Naturellement hors de l'eau uniquement à marée basse, mais de nombreux rochers hors de l'eau à marée haute. Occupation avant la récupération de terres Site de l'affrontement entre la RPC et le Viêt Nam de 1988. Occupé depuis 1988. À partir de 2011, dispose de forteresses récifales permanentes et de plates-formes de ravitaillement capables de résister à des vents jusqu'à 71 nœuds et équipées d'équipements de communication VHF/UHF, de radars de recherche ainsi que de canons navals et de canons anti-aériens, qui peuvent servir de quai aux patrouilleurs de la marine chinoise. Superficie récupérée Des rapports de renseignement de novembre 2014 ont observé que le récif avait été transformé en une île d'environ 500 m sur 200 m en raison des activités de remise en état des terres de la RPC. En juin 2015, la récupération des terres avait atteint 0,109 km2 et semblait terminée. | 0                | 10.9 ha              |
| Johnson South Reef,                             | Đá Gạc Ma                                                                | 9° 42′ 50″ N, 114° 17′ 10″ E - Partie du banc de l'Union. Caractéristiques naturelles Contigu au récif Collins occupé par le Viêt Nam, situé à 4 milles (6 km) au nord-ouest. Naturellement hors de l'eau uniquement à marée basse, mais de nombreux rochers hors de l'eau à marée haute. Occupation avant la récupération de terres Site de l'affrontement entre la RPC et le Viêt Nam de 1988. Occupé depuis 1988. À partir de 2011, dispose de forteresses récifales permanentes et de plates-formes de ravitaillement capables de résister à des vents jusqu'à 71 nœuds et équipées d'équipements de communication VHF/UHF, de radars de recherche ainsi que de canons navals et de canons anti-aériens, qui peuvent servir de quai aux patrouilleurs de la marine chinoise. Superficie récupérée Des rapports de renseignement de novembre 2014 ont observé que le récif avait été transformé en une île d'environ 500 m sur 200 m en raison des activités de remise en état des terres de la RPC. En juin 2015, la récupération des terres avait atteint 0,109 km2 et semblait terminée. | 0                | 10.9 ha              |
| Mischief Reef,                                  | 美济礁 Meiji Jiao                                                        | 9° 55′ N, 115° 32′ E - Est du centre de Dangerous Ground. Caractéristiques naturelles Quelques rochers au-dessus de l'eau à marée basse. Possède un grand lagon. Occupation avant la récupération de terres En février 1995, la RPC avait construit ici un complexe en bois sur pilotis, commençant ainsi son occupation officielle de l'élément. En 1999, les Philippines ont protesté contre les structures agrandies, affirmant qu'il s'agissait d'un avant-poste militaire et que cela représentait un danger pour la sécurité et la défense nationale des Philippines, étant donné qu'il se trouvait à 130 milles (209 km) de Palawan. La RPC a affirmé qu'il s'agissait d'un abri pour les pêcheurs. En 2011, les « abris » étaient équipés de communications par satellite et de radars, et le récif comptait quatre complexes de bâtiments comprenant 13 bâtiments à plusieurs étages. Cinquante Marines chinois y sont stationnés en permanence. Superficie récupérée En mars 2015, il a été détecté que la RPC avait lancé des activités de remise en état des terres sur le récif. En avril 2015, la zone récupérée s'était rapidement étendue pour atteindre près de 2,5 km2, et d'autres travaux de remise en état étaient en cours autour du récif. En juin 2015, la remise en état des terres avait atteint 5,58 km2 et semblait presque terminée. | 0                | 558 ha               |
| Mischief Reef,                                  | Panganiban                                                               | 9° 55′ N, 115° 32′ E - Est du centre de Dangerous Ground. Caractéristiques naturelles Quelques rochers au-dessus de l'eau à marée basse. Possède un grand lagon. Occupation avant la récupération de terres En février 1995, la RPC avait construit ici un complexe en bois sur pilotis, commençant ainsi son occupation officielle de l'élément. En 1999, les Philippines ont protesté contre les structures agrandies, affirmant qu'il s'agissait d'un avant-poste militaire et que cela représentait un danger pour la sécurité et la défense nationale des Philippines, étant donné qu'il se trouvait à 130 milles (209 km) de Palawan. La RPC a affirmé qu'il s'agissait d'un abri pour les pêcheurs. En 2011, les « abris » étaient équipés de communications par satellite et de radars, et le récif comptait quatre complexes de bâtiments comprenant 13 bâtiments à plusieurs étages. Cinquante Marines chinois y sont stationnés en permanence. Superficie récupérée En mars 2015, il a été détecté que la RPC avait lancé des activités de remise en état des terres sur le récif. En avril 2015, la zone récupérée s'était rapidement étendue pour atteindre près de 2,5 km2, et d'autres travaux de remise en état étaient en cours autour du récif. En juin 2015, la remise en état des terres avait atteint 5,58 km2 et semblait presque terminée. | 0                | 558 ha               |
| Mischief Reef,                                  | Đá Vành Khăn                                                             | 9° 55′ N, 115° 32′ E - Est du centre de Dangerous Ground. Caractéristiques naturelles Quelques rochers au-dessus de l'eau à marée basse. Possède un grand lagon. Occupation avant la récupération de terres En février 1995, la RPC avait construit ici un complexe en bois sur pilotis, commençant ainsi son occupation officielle de l'élément. En 1999, les Philippines ont protesté contre les structures agrandies, affirmant qu'il s'agissait d'un avant-poste militaire et que cela représentait un danger pour la sécurité et la défense nationale des Philippines, étant donné qu'il se trouvait à 130 milles (209 km) de Palawan. La RPC a affirmé qu'il s'agissait d'un abri pour les pêcheurs. En 2011, les « abris » étaient équipés de communications par satellite et de radars, et le récif comptait quatre complexes de bâtiments comprenant 13 bâtiments à plusieurs étages. Cinquante Marines chinois y sont stationnés en permanence. Superficie récupérée En mars 2015, il a été détecté que la RPC avait lancé des activités de remise en état des terres sur le récif. En avril 2015, la zone récupérée s'était rapidement étendue pour atteindre près de 2,5 km2, et d'autres travaux de remise en état étaient en cours autour du récif. En juin 2015, la remise en état des terres avait atteint 5,58 km2 et semblait presque terminée. | 0                | 558 ha               |
| Subi Reef,                                      | 渚碧礁 Zhubi Dao                                                         | 10° 54′ 48″ N, 114° 03′ 43″ E - Ouest des récifs Thitu. Caractéristiques naturelles Se trouve à 16 milles (26 km) au sud-ouest de l'île Thitu (île Pagasa), occupée par les Philippines. Naturellement hors de l'eau uniquement à marée basse. Entoure une lagune. Occupation avant la récupération de terres À partir de 2011, la RPC a construit une forteresse récifale permanente et une plate-forme de ravitaillement pouvant accueillir 160 soldats. Cette garnison dispose d'un héliport et est armée de quatre canons navals à double canon de 37 millimètres. Abrite un radar météorologique Doppler. Superficie récupérée Des rapports de renseignement de mars 2015 ont observé que le récif avait été transformé en une île d'environ 1,8 km2 en raison des activités de récupération des terres de la RPC. En avril 2015, la superficie récupérée s'élevait à environ 2,27 km2 et ne cessait de croître. Deux mois plus tard, la superficie récupérée atteignait 3,87 km2. Plus tard en juin 2015, la récupération des terres avait atteint 3,95 km2 et semblait presque terminée. | 0                | 395 ha               |
| Subi Reef,                                      | Zamora                                                                   | 10° 54′ 48″ N, 114° 03′ 43″ E - Ouest des récifs Thitu. Caractéristiques naturelles Se trouve à 16 milles (26 km) au sud-ouest de l'île Thitu (île Pagasa), occupée par les Philippines. Naturellement hors de l'eau uniquement à marée basse. Entoure une lagune. Occupation avant la récupération de terres À partir de 2011, la RPC a construit une forteresse récifale permanente et une plate-forme de ravitaillement pouvant accueillir 160 soldats. Cette garnison dispose d'un héliport et est armée de quatre canons navals à double canon de 37 millimètres. Abrite un radar météorologique Doppler. Superficie récupérée Des rapports de renseignement de mars 2015 ont observé que le récif avait été transformé en une île d'environ 1,8 km2 en raison des activités de récupération des terres de la RPC. En avril 2015, la superficie récupérée s'élevait à environ 2,27 km2 et ne cessait de croître. Deux mois plus tard, la superficie récupérée atteignait 3,87 km2. Plus tard en juin 2015, la récupération des terres avait atteint 3,95 km2 et semblait presque terminée. | 0                | 395 ha               |
| Subi Reef,                                      | Đá Xu Bi                                                                 | 10° 54′ 48″ N, 114° 03′ 43″ E - Ouest des récifs Thitu. Caractéristiques naturelles Se trouve à 16 milles (26 km) au sud-ouest de l'île Thitu (île Pagasa), occupée par les Philippines. Naturellement hors de l'eau uniquement à marée basse. Entoure une lagune. Occupation avant la récupération de terres À partir de 2011, la RPC a construit une forteresse récifale permanente et une plate-forme de ravitaillement pouvant accueillir 160 soldats. Cette garnison dispose d'un héliport et est armée de quatre canons navals à double canon de 37 millimètres. Abrite un radar météorologique Doppler. Superficie récupérée Des rapports de renseignement de mars 2015 ont observé que le récif avait été transformé en une île d'environ 1,8 km2 en raison des activités de récupération des terres de la RPC. En avril 2015, la superficie récupérée s'élevait à environ 2,27 km2 et ne cessait de croître. Deux mois plus tard, la superficie récupérée atteignait 3,87 km2. Plus tard en juin 2015, la récupération des terres avait atteint 3,95 km2 et semblait presque terminée. | 0                | 395 ha               |
| Total                                           |                                                                          | 7 récifs dont 7 ont des îles artificielles | 0                | 1350.6 ha            |

#### République de Chine (Taïwan)
| Nom international              | Nom locaux            | Description | Superficie (ha.) | Superficie récupérée |
| Taiping Island / Itu Aba,      | 太平島 Tàipíng Dǎo    | 10° 22′ 30″ N, 114° 22′ 00″ E - Partie du banc Tizard. La plus grande des îles Spratleys et l'une des rares îles de la mer de Chine méridionale à disposer de sa propre source d'eau douce. Situé à environ 22 milles (35 km) au sud-sud-ouest de l'île Loaita (Kota) occupée par les Philippines et à environ 6 milles (10 km) à l'ouest de la caye Sand occupée par le Viêt Nam. Couvert d'arbustes, de cocotiers et de mangroves. 600 militaires stationnés, Phare, stations radio et météo, débarcadère en béton et deux puits à l'extrémité sud-ouest. Dépôts de guano, récif frangeant. Les pêcheurs de Hainan s'y rendaient chaque année. En août 1993, des plans ont été annoncés pour une piste d'atterrissage de 2 km de long et un port de pêche. La piste d'atterrissage, longue de seulement 1 150 mètres, a été achevée en janvier 2008. L'ananas était autrefois cultivé ici. Occupé depuis septembre 1956, quatre mois après que les Philippins de Tomas Cloma ont revendiqué les îles. | 46               |                      |
| Taiping Island / Itu Aba,      | Ligaw                 | 10° 22′ 30″ N, 114° 22′ 00″ E - Partie du banc Tizard. La plus grande des îles Spratleys et l'une des rares îles de la mer de Chine méridionale à disposer de sa propre source d'eau douce. Situé à environ 22 milles (35 km) au sud-sud-ouest de l'île Loaita (Kota) occupée par les Philippines et à environ 6 milles (10 km) à l'ouest de la caye Sand occupée par le Viêt Nam. Couvert d'arbustes, de cocotiers et de mangroves. 600 militaires stationnés, Phare, stations radio et météo, débarcadère en béton et deux puits à l'extrémité sud-ouest. Dépôts de guano, récif frangeant. Les pêcheurs de Hainan s'y rendaient chaque année. En août 1993, des plans ont été annoncés pour une piste d'atterrissage de 2 km de long et un port de pêche. La piste d'atterrissage, longue de seulement 1 150 mètres, a été achevée en janvier 2008. L'ananas était autrefois cultivé ici. Occupé depuis septembre 1956, quatre mois après que les Philippins de Tomas Cloma ont revendiqué les îles. | 46               |                      |
| Taiping Island / Itu Aba,      | Đảo Ba Bình           | 10° 22′ 30″ N, 114° 22′ 00″ E - Partie du banc Tizard. La plus grande des îles Spratleys et l'une des rares îles de la mer de Chine méridionale à disposer de sa propre source d'eau douce. Situé à environ 22 milles (35 km) au sud-sud-ouest de l'île Loaita (Kota) occupée par les Philippines et à environ 6 milles (10 km) à l'ouest de la caye Sand occupée par le Viêt Nam. Couvert d'arbustes, de cocotiers et de mangroves. 600 militaires stationnés, Phare, stations radio et météo, débarcadère en béton et deux puits à l'extrémité sud-ouest. Dépôts de guano, récif frangeant. Les pêcheurs de Hainan s'y rendaient chaque année. En août 1993, des plans ont été annoncés pour une piste d'atterrissage de 2 km de long et un port de pêche. La piste d'atterrissage, longue de seulement 1 150 mètres, a été achevée en janvier 2008. L'ananas était autrefois cultivé ici. Occupé depuis septembre 1956, quatre mois après que les Philippins de Tomas Cloma ont revendiqué les îles. | 46               |                      |
| Taiping Island / Itu Aba,      | Other names:          | Ligao, Huángshānmǎ Jiāo (黃山馬礁), Huángshānmǎ Zhì (黃山馬峙), Nagashima (長島) | 46               |                      |
| Ban Than Reef / Zhongzhou Reef | 中洲礁 Zhongzhou Jiao | 10° 23′ 10″ N, 114° 24′ 49″ E - Partie du banc Tizard. Se trouve à 3 milles (5 km) à l'est de l'île de Itu Aba et à 3 milles (5 km) à l'ouest de la caye Sand occupé par les Vietnamiens. Petit récif asséchant. Projet de construction en cours depuis mars 1995. | 0                |                      |
| Ban Than Reef / Zhongzhou Reef | Bãi Bàn Than          | 10° 23′ 10″ N, 114° 24′ 49″ E - Partie du banc Tizard. Se trouve à 3 milles (5 km) à l'est de l'île de Itu Aba et à 3 milles (5 km) à l'ouest de la caye Sand occupé par les Vietnamiens. Petit récif asséchant. Projet de construction en cours depuis mars 1995. | 0                |                      |
| Total                          |                       | 1 île and 1 récif | 46               |                      |

#### République des Philippines
| Nom international          | Nom locaux                               | Description | Superficie (ha.) | Superficie récupérée |
| Flat Island,               | Patag                                    | 10° 49′ 00″ N, 115° 49′ 20″ E Quatorzième plus grande île des Spratleys. À environ 6 milles (10 km) au sud-ouest de l'île de Lawak (île de Nanshan), occupée par les Philippines. Il change de forme selon les saisons ; l'accumulation de sable dépend en grande partie de la direction du vent et des vagues dominants - l'île a pris une forme allongée, la forme d'un croissant de lune et la forme d'une lettre « S ». Comme l’île Panata (Lankiam Cay), elle est également dépourvue de toute végétation. Aucune source d'eau souterraine n'est trouvée sur l'île. Actuellement, l'île sert de poste d'observation militaire pour la Municipalité de Kalayaan. Une caye basse, plate et sablonneuse, de 240 m sur 90 m, sujette à l'érosion. Aucune végétation. Plusieurs militaires stationnés. | 0.57             |                      |
| Flat Island,               | 费信岛 費信島 Feixin Dao                 | 10° 49′ 00″ N, 115° 49′ 20″ E Quatorzième plus grande île des Spratleys. À environ 6 milles (10 km) au sud-ouest de l'île de Lawak (île de Nanshan), occupée par les Philippines. Il change de forme selon les saisons ; l'accumulation de sable dépend en grande partie de la direction du vent et des vagues dominants - l'île a pris une forme allongée, la forme d'un croissant de lune et la forme d'une lettre « S ». Comme l’île Panata (Lankiam Cay), elle est également dépourvue de toute végétation. Aucune source d'eau souterraine n'est trouvée sur l'île. Actuellement, l'île sert de poste d'observation militaire pour la Municipalité de Kalayaan. Une caye basse, plate et sablonneuse, de 240 m sur 90 m, sujette à l'érosion. Aucune végétation. Plusieurs militaires stationnés. | 0.57             |                      |
| Flat Island,               | Đảo Bình Nguyên                          | 10° 49′ 00″ N, 115° 49′ 20″ E Quatorzième plus grande île des Spratleys. À environ 6 milles (10 km) au sud-ouest de l'île de Lawak (île de Nanshan), occupée par les Philippines. Il change de forme selon les saisons ; l'accumulation de sable dépend en grande partie de la direction du vent et des vagues dominants - l'île a pris une forme allongée, la forme d'un croissant de lune et la forme d'une lettre « S ». Comme l’île Panata (Lankiam Cay), elle est également dépourvue de toute végétation. Aucune source d'eau souterraine n'est trouvée sur l'île. Actuellement, l'île sert de poste d'observation militaire pour la Municipalité de Kalayaan. Une caye basse, plate et sablonneuse, de 240 m sur 90 m, sujette à l'érosion. Aucune végétation. Plusieurs militaires stationnés. | 0.57             |                      |
| Lankiam Cay,               | Panata                                   | Seizième plus grande et plus petite île des Spratleys. Située à 8 milles (13 km) au nord-est de l'île de Kota (caye Lankiam), occupée par les Philippines. Il y a quelques années, cette île avait une superficie de plus de 5 hectares, mais de fortes vagues provoquées par un fort typhon ont emporté la surface sablonneuse (plage) de l'île, laissant derrière elle aujourd'hui les fondations de calcarénite visibles à marée basse. Plusieurs militaires stationnés. Partie du banc Loaita. | 0.44             |                      |
| Lankiam Cay,               | 杨信沙洲 Yangxin Shazhou                 | Seizième plus grande et plus petite île des Spratleys. Située à 8 milles (13 km) au nord-est de l'île de Kota (caye Lankiam), occupée par les Philippines. Il y a quelques années, cette île avait une superficie de plus de 5 hectares, mais de fortes vagues provoquées par un fort typhon ont emporté la surface sablonneuse (plage) de l'île, laissant derrière elle aujourd'hui les fondations de calcarénite visibles à marée basse. Plusieurs militaires stationnés. Partie du banc Loaita. | 0.44             |                      |
| Lankiam Cay,               | Đá An Nhơn                               | Seizième plus grande et plus petite île des Spratleys. Située à 8 milles (13 km) au nord-est de l'île de Kota (caye Lankiam), occupée par les Philippines. Il y a quelques années, cette île avait une superficie de plus de 5 hectares, mais de fortes vagues provoquées par un fort typhon ont emporté la surface sablonneuse (plage) de l'île, laissant derrière elle aujourd'hui les fondations de calcarénite visibles à marée basse. Plusieurs militaires stationnés. Partie du banc Loaita. | 0.44             |                      |
| Loaita Cay,                | Melchora Aquino                          | Quinzième plus grande île des Spratleys. Elle est située à environ 5 milles (8 km) au nord-ouest de l'île Loaita occupée par les Philippines, juste à l'ouest du nord de Dangerous Ground. L'île est une caye basse, plate et sablonneuse, et est sujette à l'érosion. Elle change de forme selon les saisons. L'accumulation de sable dépend en grande partie de la direction des vents et des vagues dominants ; l'île prend depuis quelques années une forme allongée. Plusieurs militaires stationnés. Occupée depuis 1968. Partie du banc Loaita. | 0.53             |                      |
| Loaita Cay,                | 南钥沙洲 Nanyao Shazhou                  | Quinzième plus grande île des Spratleys. Elle est située à environ 5 milles (8 km) au nord-ouest de l'île Loaita occupée par les Philippines, juste à l'ouest du nord de Dangerous Ground. L'île est une caye basse, plate et sablonneuse, et est sujette à l'érosion. Elle change de forme selon les saisons. L'accumulation de sable dépend en grande partie de la direction des vents et des vagues dominants ; l'île prend depuis quelques années une forme allongée. Plusieurs militaires stationnés. Occupée depuis 1968. Partie du banc Loaita. | 0.53             |                      |
| Loaita Cay,                | Đảo Loại Ta Tây                          | Quinzième plus grande île des Spratleys. Elle est située à environ 5 milles (8 km) au nord-ouest de l'île Loaita occupée par les Philippines, juste à l'ouest du nord de Dangerous Ground. L'île est une caye basse, plate et sablonneuse, et est sujette à l'érosion. Elle change de forme selon les saisons. L'accumulation de sable dépend en grande partie de la direction des vents et des vagues dominants ; l'île prend depuis quelques années une forme allongée. Plusieurs militaires stationnés. Occupée depuis 1968. Partie du banc Loaita. | 0.53             |                      |
| Loaita Island,             | Kota                                     | Dixième plus grande île des Spratleys. Situé à 22 milles (35 km) au sud-est de l'île de Pag-asa (île de Thitu) occupée par les Philippines et à 22 milles (35 km) au nord-nord-est de Taiping, occupé par la République de Chine. Île. Il borde le banc et le récif de Laoita. Son affleurement de calcarénite est visible le long de son côté ouest à marée basse. La forme actuelle de l'île indique une accumulation de sable le long de son côté est. Le côté en forme d'ancre finira par se connecter à la partie nord à mesure que l'accumulation de sable se poursuit, créant ainsi un autre mini-lagune. La présence d'oiseaux marins migrateurs ajoute à la forte teneur en phosphore du sable de l'île. Parfois, des tortues de mer géantes pondent leurs œufs sur l'île. Couvert de mangroves, au-dessus desquelles s'élevaient des cocotiers et d'autres petits arbres. Plusieurs militaires stationnés. Occupé depuis 1968. Partie du banc Loaita.                                                              | 6.45             |                      |
| Loaita Island,             | 南钥岛 南鑰島 Nanyue Dao                 | Dixième plus grande île des Spratleys. Situé à 22 milles (35 km) au sud-est de l'île de Pag-asa (île de Thitu) occupée par les Philippines et à 22 milles (35 km) au nord-nord-est de Taiping, occupé par la République de Chine. Île. Il borde le banc et le récif de Laoita. Son affleurement de calcarénite est visible le long de son côté ouest à marée basse. La forme actuelle de l'île indique une accumulation de sable le long de son côté est. Le côté en forme d'ancre finira par se connecter à la partie nord à mesure que l'accumulation de sable se poursuit, créant ainsi un autre mini-lagune. La présence d'oiseaux marins migrateurs ajoute à la forte teneur en phosphore du sable de l'île. Parfois, des tortues de mer géantes pondent leurs œufs sur l'île. Couvert de mangroves, au-dessus desquelles s'élevaient des cocotiers et d'autres petits arbres. Plusieurs militaires stationnés. Occupé depuis 1968. Partie du banc Loaita.                                                              | 6.45             |                      |
| Loaita Island,             | Đảo Loại Ta                              | Dixième plus grande île des Spratleys. Situé à 22 milles (35 km) au sud-est de l'île de Pag-asa (île de Thitu) occupée par les Philippines et à 22 milles (35 km) au nord-nord-est de Taiping, occupé par la République de Chine. Île. Il borde le banc et le récif de Laoita. Son affleurement de calcarénite est visible le long de son côté ouest à marée basse. La forme actuelle de l'île indique une accumulation de sable le long de son côté est. Le côté en forme d'ancre finira par se connecter à la partie nord à mesure que l'accumulation de sable se poursuit, créant ainsi un autre mini-lagune. La présence d'oiseaux marins migrateurs ajoute à la forte teneur en phosphore du sable de l'île. Parfois, des tortues de mer géantes pondent leurs œufs sur l'île. Couvert de mangroves, au-dessus desquelles s'élevaient des cocotiers et d'autres petits arbres. Plusieurs militaires stationnés. Occupé depuis 1968. Partie du banc Loaita.                                                              | 6.45             |                      |
| Nanshan Island,            | Lawak                                    | 10° 45′ N, 115° 49′ E Huitième plus grande île des Spratleys. Situé à 98,0 milles (157,7 km) à l'est de Pag-asa (île de Thitu). Cette île est une réserve ornithologique. Ses environs sont fortement phosphatés et les superphosphates peuvent être extraits à petite échelle. Près des franges des brise-lames (à environ 2 milles (3 km) de l'île), des récifs de coraux durs intacts ont été observés conservant leur environnement naturel et de beaux poissons tropicaux ont été observés colonisant ces lits de coraux de différentes tailles. couleurs. Couvert de cocotiers, de buissons et d'herbe. 580 m de long, en bordure d'un récif immergé. Plusieurs militaires stationnés. Dispose d'un petit héliport. | 7.93             |                      |
| Nanshan Island,            | 马欢岛 馬歡島 Mahuan Dao                 | 10° 45′ N, 115° 49′ E Huitième plus grande île des Spratleys. Situé à 98,0 milles (157,7 km) à l'est de Pag-asa (île de Thitu). Cette île est une réserve ornithologique. Ses environs sont fortement phosphatés et les superphosphates peuvent être extraits à petite échelle. Près des franges des brise-lames (à environ 2 milles (3 km) de l'île), des récifs de coraux durs intacts ont été observés conservant leur environnement naturel et de beaux poissons tropicaux ont été observés colonisant ces lits de coraux de différentes tailles. couleurs. Couvert de cocotiers, de buissons et d'herbe. 580 m de long, en bordure d'un récif immergé. Plusieurs militaires stationnés. Dispose d'un petit héliport. | 7.93             |                      |
| Nanshan Island,            | Đảo Vĩnh Viễn                            | 10° 45′ N, 115° 49′ E Huitième plus grande île des Spratleys. Situé à 98,0 milles (157,7 km) à l'est de Pag-asa (île de Thitu). Cette île est une réserve ornithologique. Ses environs sont fortement phosphatés et les superphosphates peuvent être extraits à petite échelle. Près des franges des brise-lames (à environ 2 milles (3 km) de l'île), des récifs de coraux durs intacts ont été observés conservant leur environnement naturel et de beaux poissons tropicaux ont été observés colonisant ces lits de coraux de différentes tailles. couleurs. Couvert de cocotiers, de buissons et d'herbe. 580 m de long, en bordure d'un récif immergé. Plusieurs militaires stationnés. Dispose d'un petit héliport. | 7.93             |                      |
| Northeast Cay,             | Parola                                   | 11° 28′ N, 114° 21′ E Cinquième plus grande île des Spratleys. À seulement 1,75 milles (2,82 km) au nord de la caye Southwest occupée par les Vietnamiens et peut être vu avant l'horizon. Situé à 28 milles (45 km) au nord-ouest de Pag-asa (île de Thitu), occupée par les Philippines. Certains de ses affleurements sont visibles sur son côté ouest. Elle a des eaux souterraines à forte salinité et une végétation limitée aux plantes de type plage. Les coraux autour de l'île ont été en grande partie détruits par l'utilisation généralisée de la pêche à la dynamite et de la méthode au cyanure employée par les bateaux de pêche étrangers dans le passé. Couverte d'herbe et d'arbres épais. Une grande partie du récif annulaire est au-dessus de l’eau à marée haute. A soutenu une balise en 1984. Possède des gisements de Guano. Plusieurs militaires stationnés. La photographie satellite suggère qu'il pourrait y avoir une piste d'atterrissage. Occupé depuis 1968. Partie du récif North Danger. | 12.7             |                      |
| Northeast Cay,             | 北子岛 Beizi Dao 北子礁 Beizi Jiao       | 11° 28′ N, 114° 21′ E Cinquième plus grande île des Spratleys. À seulement 1,75 milles (2,82 km) au nord de la caye Southwest occupée par les Vietnamiens et peut être vu avant l'horizon. Situé à 28 milles (45 km) au nord-ouest de Pag-asa (île de Thitu), occupée par les Philippines. Certains de ses affleurements sont visibles sur son côté ouest. Elle a des eaux souterraines à forte salinité et une végétation limitée aux plantes de type plage. Les coraux autour de l'île ont été en grande partie détruits par l'utilisation généralisée de la pêche à la dynamite et de la méthode au cyanure employée par les bateaux de pêche étrangers dans le passé. Couverte d'herbe et d'arbres épais. Une grande partie du récif annulaire est au-dessus de l’eau à marée haute. A soutenu une balise en 1984. Possède des gisements de Guano. Plusieurs militaires stationnés. La photographie satellite suggère qu'il pourrait y avoir une piste d'atterrissage. Occupé depuis 1968. Partie du récif North Danger. | 12.7             |                      |
| Northeast Cay,             | Đảo Song Tử Đông                         | 11° 28′ N, 114° 21′ E Cinquième plus grande île des Spratleys. À seulement 1,75 milles (2,82 km) au nord de la caye Southwest occupée par les Vietnamiens et peut être vu avant l'horizon. Situé à 28 milles (45 km) au nord-ouest de Pag-asa (île de Thitu), occupée par les Philippines. Certains de ses affleurements sont visibles sur son côté ouest. Elle a des eaux souterraines à forte salinité et une végétation limitée aux plantes de type plage. Les coraux autour de l'île ont été en grande partie détruits par l'utilisation généralisée de la pêche à la dynamite et de la méthode au cyanure employée par les bateaux de pêche étrangers dans le passé. Couverte d'herbe et d'arbres épais. Une grande partie du récif annulaire est au-dessus de l’eau à marée haute. A soutenu une balise en 1984. Possède des gisements de Guano. Plusieurs militaires stationnés. La photographie satellite suggère qu'il pourrait y avoir une piste d'atterrissage. Occupé depuis 1968. Partie du récif North Danger. | 12.7             |                      |
| Thitu Island,              | Pag-asa                                  | Deuxième plus grande île de Spratleys. Sert de poblacion pour la municipalité de Kalayaan, Palawan, Phils. Il est couvert d'arbres et abrite une faune variée. Elle abrite plus de 300 civils (y compris des enfants) et plus de 50 soldats. D'autres îles devraient être peuplées avant 2010. La population est réglementée pour protéger la flore et la faune des îles et pour éviter les tensions avec d'autres pays. Il dispose d'une piste d'atterrissage de 1,4 km, d'une marina, d'une usine de filtration d'eau, d'un générateur d'électricité et d'une tour de communication commerciale (par Smart Communications) et d'une école. Le ministère du Tourisme des Philippines apporte des améliorations à l'île pour la rendre rentable. Occupé depuis 1971. « Une partie des récifs de Thitu. » | 37.2             |                      |
| Thitu Island,              | 中业岛 中業島 Zhongye Dao                | Deuxième plus grande île de Spratleys. Sert de poblacion pour la municipalité de Kalayaan, Palawan, Phils. Il est couvert d'arbres et abrite une faune variée. Elle abrite plus de 300 civils (y compris des enfants) et plus de 50 soldats. D'autres îles devraient être peuplées avant 2010. La population est réglementée pour protéger la flore et la faune des îles et pour éviter les tensions avec d'autres pays. Il dispose d'une piste d'atterrissage de 1,4 km, d'une marina, d'une usine de filtration d'eau, d'un générateur d'électricité et d'une tour de communication commerciale (par Smart Communications) et d'une école. Le ministère du Tourisme des Philippines apporte des améliorations à l'île pour la rendre rentable. Occupé depuis 1971. « Une partie des récifs de Thitu. » | 37.2             |                      |
| Thitu Island,              | Đảo Thị Tứ                               | Deuxième plus grande île de Spratleys. Sert de poblacion pour la municipalité de Kalayaan, Palawan, Phils. Il est couvert d'arbres et abrite une faune variée. Elle abrite plus de 300 civils (y compris des enfants) et plus de 50 soldats. D'autres îles devraient être peuplées avant 2010. La population est réglementée pour protéger la flore et la faune des îles et pour éviter les tensions avec d'autres pays. Il dispose d'une piste d'atterrissage de 1,4 km, d'une marina, d'une usine de filtration d'eau, d'un générateur d'électricité et d'une tour de communication commerciale (par Smart Communications) et d'une école. Le ministère du Tourisme des Philippines apporte des améliorations à l'île pour la rendre rentable. Occupé depuis 1971. « Une partie des récifs de Thitu. » | 37.2             |                      |
| West York Island,          | Likas                                    | 11° 05′ N, 115° 01′ E Troisième plus grande île des Spratleys. Cette île est située à 47 milles nautiques au nord-est de Pag-asa (île de Thitu). Des affleurements sont visibles sur la partie sud et est de l'île à marée basse. Cette île est considérée comme un sanctuaire pour les tortues marines géantes qui y pondent leurs œufs toute l'année. La forte salinité des eaux souterraines de l'île retarde la croissance des arbres introduits comme les cocotiers, l'ipil-ipil et d'autres types. Seules les plantes endémiques de la région, qui sont principalement des plantes de plage, prospèrent et survivent aux conditions chaudes et humides, en particulier pendant la saison sèche. Dispose d'un poste d'observation. Plusieurs militaires stationnés. | 18.6             |                      |
| West York Island,          | 西月岛 西月島 Xiyue Dao                  | 11° 05′ N, 115° 01′ E Troisième plus grande île des Spratleys. Cette île est située à 47 milles nautiques au nord-est de Pag-asa (île de Thitu). Des affleurements sont visibles sur la partie sud et est de l'île à marée basse. Cette île est considérée comme un sanctuaire pour les tortues marines géantes qui y pondent leurs œufs toute l'année. La forte salinité des eaux souterraines de l'île retarde la croissance des arbres introduits comme les cocotiers, l'ipil-ipil et d'autres types. Seules les plantes endémiques de la région, qui sont principalement des plantes de plage, prospèrent et survivent aux conditions chaudes et humides, en particulier pendant la saison sèche. Dispose d'un poste d'observation. Plusieurs militaires stationnés. | 18.6             |                      |
| West York Island,          | Đảo Bến Lạc (Đảo Dừa)                    | 11° 05′ N, 115° 01′ E Troisième plus grande île des Spratleys. Cette île est située à 47 milles nautiques au nord-est de Pag-asa (île de Thitu). Des affleurements sont visibles sur la partie sud et est de l'île à marée basse. Cette île est considérée comme un sanctuaire pour les tortues marines géantes qui y pondent leurs œufs toute l'année. La forte salinité des eaux souterraines de l'île retarde la croissance des arbres introduits comme les cocotiers, l'ipil-ipil et d'autres types. Seules les plantes endémiques de la région, qui sont principalement des plantes de plage, prospèrent et survivent aux conditions chaudes et humides, en particulier pendant la saison sèche. Dispose d'un poste d'observation. Plusieurs militaires stationnés. | 18.6             |                      |
| Commodore Reef,            | Rizal                                    | Caye de sable, haute de 0,5 m, entourée de deux lagons. Parties du récif au-dessus de l'eau à marée haute. Il s’agit d’un récif typique situé sous l’eau et actuellement occupé par un contingent militaire basé et établi dans la région. Quelques structures. Plusieurs militaires stationnés. Occupé depuis 1978. | 0                |                      |
| Commodore Reef,            | 司令礁 Siling Jiao                       | Caye de sable, haute de 0,5 m, entourée de deux lagons. Parties du récif au-dessus de l'eau à marée haute. Il s’agit d’un récif typique situé sous l’eau et actuellement occupé par un contingent militaire basé et établi dans la région. Quelques structures. Plusieurs militaires stationnés. Occupé depuis 1978. | 0                |                      |
| Commodore Reef,            | Đá Công Đo                               | Caye de sable, haute de 0,5 m, entourée de deux lagons. Parties du récif au-dessus de l'eau à marée haute. Il s’agit d’un récif typique situé sous l’eau et actuellement occupé par un contingent militaire basé et établi dans la région. Quelques structures. Plusieurs militaires stationnés. Occupé depuis 1978. | 0                |                      |
| Commodore Reef,            | Terumbu Laksamana                        | Caye de sable, haute de 0,5 m, entourée de deux lagons. Parties du récif au-dessus de l'eau à marée haute. Il s’agit d’un récif typique situé sous l’eau et actuellement occupé par un contingent militaire basé et établi dans la région. Quelques structures. Plusieurs militaires stationnés. Occupé depuis 1978. | 0                |                      |
| Irving Reef                | Balagtas                                 | Naturellement hors de l'eau uniquement à marée basse. Une très petite caye se trouve à l’extrémité nord. Quelques structures. Plusieurs militaires stationnés. | 0                |                      |
| Irving Reef                | 火艾礁 Huo'ai Jiao                       | Naturellement hors de l'eau uniquement à marée basse. Une très petite caye se trouve à l’extrémité nord. Quelques structures. Plusieurs militaires stationnés. | 0                |                      |
| Irving Reef                | Đá Cá Nhám                               | Naturellement hors de l'eau uniquement à marée basse. Une très petite caye se trouve à l’extrémité nord. Quelques structures. Plusieurs militaires stationnés. | 0                |                      |
| Second Thomas Reef / shoal | Ayungin                                  | Récif peu profond. Il est proche du récif Mischief, occupé par les Chinois. Il est occupé depuis 1999 par un détachement de marines philippins continuellement stationné à bord du BRP Sierra Madre délibérément échoué sur l'atoll, après l'occupation controversée du récif Mischief par la Chine en 1995, pour faire pression sur la Chine afin qu'elle n'occupe aucune autre zone située à proximité des Philippines. | 0                |                      |
| Second Thomas Reef / shoal | 仁爱礁 Ren'ai Jiao 仁愛暗沙 Ren'ai Ansha | Récif peu profond. Il est proche du récif Mischief, occupé par les Chinois. Il est occupé depuis 1999 par un détachement de marines philippins continuellement stationné à bord du BRP Sierra Madre délibérément échoué sur l'atoll, après l'occupation controversée du récif Mischief par la Chine en 1995, pour faire pression sur la Chine afin qu'elle n'occupe aucune autre zone située à proximité des Philippines. | 0                |                      |
| Second Thomas Reef / shoal | Bãi Cỏ Mây                               | Récif peu profond. Il est proche du récif Mischief, occupé par les Chinois. Il est occupé depuis 1999 par un détachement de marines philippins continuellement stationné à bord du BRP Sierra Madre délibérément échoué sur l'atoll, après l'occupation controversée du récif Mischief par la Chine en 1995, pour faire pression sur la Chine afin qu'elle n'occupe aucune autre zone située à proximité des Philippines. | 0                |                      |
| Total                      |                                          | 8 îles et 3 récifs | 84.42            |                      |

#### République socialiste du Viêt Nam
| Nom international                       | Nom locaux                         | Description | Superficie (ha.) | Superficie récupérée |
| Southwest Cay,                          | Pugad                              | 11° 28′ N, 114° 21′ E Sixième plus grande île des Spratleys. À seulement 1,75 milles (2,82 km) de la caye Northeast et peut être vu avant l'horizon. Anciennement un lieu de reproduction pour les oiseaux et couvert d'arbres et de guano. L'exportation du guano se faisait autrefois « à une échelle considérable ». Récif frangeant partiellement au-dessus de l'eau à marée haute. Le Viêt Nam a érigé ici son premier phare dans les îles Spratleys en octobre 1993 et a construit une piste d'atterrissage. Possède un bâtiment de trois étages, occupé par des soldats. L'armée philippine contrôlait l'île avant le début des années 1970. Les forces sud-vietnamiennes (République du Viêt Nam) ont envahi l'île en 1975, lorsque les soldats philippins qui gardaient l'île ont assisté à la fête d'anniversaire de leur commandant basé à proximité de la caye Northeast. Un rapport confirmé a révélé que des prostituées vietnamiennes avaient été envoyées par des responsables vietnamiens à la fête d'anniversaire, soi-disant en signe de bonne fraternité entre les forces, mais qu'elles étaient en réalité utilisées pour attirer les soldats philippins gardant l'île. Les forces philippines avaient apparemment prévu d'attaquer l'île, ce qui aurait conduit à une guerre, mais les forces vietnamiennes ont pu ériger une immense garnison sur l'île en quelques semaines, obligeant les responsables philippins à abandonner le plan. Depuis, davantage de soldats ont été affectés sur l’île Parola (caye Northeast), pour éviter que cela ne se reproduise. Cela a été confirmé par des entretiens avec des soldats impliqués dans un épisode du programme « Magandang Gabi Bayan » (Bonsoir Nation) de la défunte ABS-CBN. Partie du récif North Danger. | 12               |                      |
| Southwest Cay,                          | 南子岛 Nanzi Dao 南子礁 Nanzi Jiao | 11° 28′ N, 114° 21′ E Sixième plus grande île des Spratleys. À seulement 1,75 milles (2,82 km) de la caye Northeast et peut être vu avant l'horizon. Anciennement un lieu de reproduction pour les oiseaux et couvert d'arbres et de guano. L'exportation du guano se faisait autrefois « à une échelle considérable ». Récif frangeant partiellement au-dessus de l'eau à marée haute. Le Viêt Nam a érigé ici son premier phare dans les îles Spratleys en octobre 1993 et a construit une piste d'atterrissage. Possède un bâtiment de trois étages, occupé par des soldats. L'armée philippine contrôlait l'île avant le début des années 1970. Les forces sud-vietnamiennes (République du Viêt Nam) ont envahi l'île en 1975, lorsque les soldats philippins qui gardaient l'île ont assisté à la fête d'anniversaire de leur commandant basé à proximité de la caye Northeast. Un rapport confirmé a révélé que des prostituées vietnamiennes avaient été envoyées par des responsables vietnamiens à la fête d'anniversaire, soi-disant en signe de bonne fraternité entre les forces, mais qu'elles étaient en réalité utilisées pour attirer les soldats philippins gardant l'île. Les forces philippines avaient apparemment prévu d'attaquer l'île, ce qui aurait conduit à une guerre, mais les forces vietnamiennes ont pu ériger une immense garnison sur l'île en quelques semaines, obligeant les responsables philippins à abandonner le plan. Depuis, davantage de soldats ont été affectés sur l’île Parola (caye Northeast), pour éviter que cela ne se reproduise. Cela a été confirmé par des entretiens avec des soldats impliqués dans un épisode du programme « Magandang Gabi Bayan » (Bonsoir Nation) de la défunte ABS-CBN. Partie du récif North Danger. | 12               |                      |
| Southwest Cay,                          | Đảo Song Tử Tây                    | 11° 28′ N, 114° 21′ E Sixième plus grande île des Spratleys. À seulement 1,75 milles (2,82 km) de la caye Northeast et peut être vu avant l'horizon. Anciennement un lieu de reproduction pour les oiseaux et couvert d'arbres et de guano. L'exportation du guano se faisait autrefois « à une échelle considérable ». Récif frangeant partiellement au-dessus de l'eau à marée haute. Le Viêt Nam a érigé ici son premier phare dans les îles Spratleys en octobre 1993 et a construit une piste d'atterrissage. Possède un bâtiment de trois étages, occupé par des soldats. L'armée philippine contrôlait l'île avant le début des années 1970. Les forces sud-vietnamiennes (République du Viêt Nam) ont envahi l'île en 1975, lorsque les soldats philippins qui gardaient l'île ont assisté à la fête d'anniversaire de leur commandant basé à proximité de la caye Northeast. Un rapport confirmé a révélé que des prostituées vietnamiennes avaient été envoyées par des responsables vietnamiens à la fête d'anniversaire, soi-disant en signe de bonne fraternité entre les forces, mais qu'elles étaient en réalité utilisées pour attirer les soldats philippins gardant l'île. Les forces philippines avaient apparemment prévu d'attaquer l'île, ce qui aurait conduit à une guerre, mais les forces vietnamiennes ont pu ériger une immense garnison sur l'île en quelques semaines, obligeant les responsables philippins à abandonner le plan. Depuis, davantage de soldats ont été affectés sur l’île Parola (caye Northeast), pour éviter que cela ne se reproduise. Cela a été confirmé par des entretiens avec des soldats impliqués dans un épisode du programme « Magandang Gabi Bayan » (Bonsoir Nation) de la défunte ABS-CBN. Partie du récif North Danger. | 12               |                      |
| Sand Cay,                               | Bailan                             | 10° 23′ N, 114° 29′ E Neuvième plus grande île des Spratleys. Se trouve à 6 milles (10 km) à l'est de l'île de Itu Aba occupée par Taiwan. Couvert d'arbres et de buissons. Récif frangeant partiellement au-dessus de l'eau à marée basse. Cette île est souvent confondue avec le récif de la caye Sandy. Occupé depuis 1974. Partie du banc Tizard. | 7                |                      |
| Sand Cay,                               | 敦谦沙洲 敦謙沙洲 Dunqian Shazhou  | 10° 23′ N, 114° 29′ E Neuvième plus grande île des Spratleys. Se trouve à 6 milles (10 km) à l'est de l'île de Itu Aba occupée par Taiwan. Couvert d'arbres et de buissons. Récif frangeant partiellement au-dessus de l'eau à marée basse. Cette île est souvent confondue avec le récif de la caye Sandy. Occupé depuis 1974. Partie du banc Tizard. | 7                |                      |
| Sand Cay,                               | Đảo Sơn Ca                         | 10° 23′ N, 114° 29′ E Neuvième plus grande île des Spratleys. Se trouve à 6 milles (10 km) à l'est de l'île de Itu Aba occupée par Taiwan. Couvert d'arbres et de buissons. Récif frangeant partiellement au-dessus de l'eau à marée basse. Cette île est souvent confondue avec le récif de la caye Sandy. Occupé depuis 1974. Partie du banc Tizard. | 7                |                      |
| Namyit Island,                          | Binago                             | 10° 11′ N, 114° 22′ E Douzième plus grande île des Spratleys. Couvert de petits arbres, buissons et herbe. Possède un récif frangeant et est habité par des oiseaux marins. L'île est habitée par un nombre inconnu de soldats vietnamiens et dans les eaux profondes faisant face au sud, on dit qu'une base sous-marine se trouve[citation nécessaire]. Occupé depuis 1975. Partie du banc Tizard. | 5.3              |                      |
| Namyit Island,                          | 鸿庥岛 Hongxiu Dao                 | 10° 11′ N, 114° 22′ E Douzième plus grande île des Spratleys. Couvert de petits arbres, buissons et herbe. Possède un récif frangeant et est habité par des oiseaux marins. L'île est habitée par un nombre inconnu de soldats vietnamiens et dans les eaux profondes faisant face au sud, on dit qu'une base sous-marine se trouve[citation nécessaire]. Occupé depuis 1975. Partie du banc Tizard. | 5.3              |                      |
| Namyit Island,                          | Đảo Nam Yết                        | 10° 11′ N, 114° 22′ E Douzième plus grande île des Spratleys. Couvert de petits arbres, buissons et herbe. Possède un récif frangeant et est habité par des oiseaux marins. L'île est habitée par un nombre inconnu de soldats vietnamiens et dans les eaux profondes faisant face au sud, on dit qu'une base sous-marine se trouve[citation nécessaire]. Occupé depuis 1975. Partie du banc Tizard. | 5.3              |                      |
| Sin Cowe Island,                        | Rurok                              | 9° 52′ N, 114° 19′ E Septième plus grande île des Spratleys. A un récif frangeant qui est au-dessus de l'eau à marée basse. Occupée depuis 1974. Partie du banc de l'Union. | 8                |                      |
| Sin Cowe Island,                        | 景宏岛 Jinghong Dao                | 9° 52′ N, 114° 19′ E Septième plus grande île des Spratleys. A un récif frangeant qui est au-dessus de l'eau à marée basse. Occupée depuis 1974. Partie du banc de l'Union. | 8                |                      |
| Sin Cowe Island,                        | Đảo Sinh Tồn                       | 9° 52′ N, 114° 19′ E Septième plus grande île des Spratleys. A un récif frangeant qui est au-dessus de l'eau à marée basse. Occupée depuis 1974. Partie du banc de l'Union. | 8                |                      |
| Spratly Island / Storm Island,          | Lagos                              | 8° 38′ N, 114° 25′ E Quatrième plus grande île des Spratleys. 2,5 m de haut, plat. Couvert de buissons, d'herbe, d'oiseaux et de guano. Obélisque de 5,5 m de haut à la pointe sud. Possède une piste d'atterrissage et un port de pêche. Le récif frangeant est au-dessus de l’eau à marée basse. Certaines structures avec des soldats stationnés. Occupé depuis 1974. | 13               |                      |
| Spratly Island / Storm Island,          | 南威岛 Nanwei Dao                  | 8° 38′ N, 114° 25′ E Quatrième plus grande île des Spratleys. 2,5 m de haut, plat. Couvert de buissons, d'herbe, d'oiseaux et de guano. Obélisque de 5,5 m de haut à la pointe sud. Possède une piste d'atterrissage et un port de pêche. Le récif frangeant est au-dessus de l’eau à marée basse. Certaines structures avec des soldats stationnés. Occupé depuis 1974. | 13               |                      |
| Spratly Island / Storm Island,          | Đảo Trường Sa                      | 8° 38′ N, 114° 25′ E Quatrième plus grande île des Spratleys. 2,5 m de haut, plat. Couvert de buissons, d'herbe, d'oiseaux et de guano. Obélisque de 5,5 m de haut à la pointe sud. Possède une piste d'atterrissage et un port de pêche. Le récif frangeant est au-dessus de l’eau à marée basse. Certaines structures avec des soldats stationnés. Occupé depuis 1974. | 13               |                      |
| Amboyna Cay,                            | Datu Kalantiaw                     | 7° 54′ N, 112° 55′ E Treizième plus grande île des Spratleys. 2 mètres de haut. Deux parties : la partie est est constituée de sable et de corail, la partie ouest est recouverte de guano. A un récif frangeant. Un obélisque d'environ 2,7 mètres de haut se dresse à l'angle SO. Peu de végétation. Phare opérationnel depuis mai 1995. Fortifiée. | 1.6              |                      |
| Amboyna Cay,                            | 安波沙洲 Anbo Shazhou              | 7° 54′ N, 112° 55′ E Treizième plus grande île des Spratleys. 2 mètres de haut. Deux parties : la partie est est constituée de sable et de corail, la partie ouest est recouverte de guano. A un récif frangeant. Un obélisque d'environ 2,7 mètres de haut se dresse à l'angle SO. Peu de végétation. Phare opérationnel depuis mai 1995. Fortifiée. | 1.6              |                      |
| Amboyna Cay,                            | Đảo An Bang                        | 7° 54′ N, 112° 55′ E Treizième plus grande île des Spratleys. 2 mètres de haut. Deux parties : la partie est est constituée de sable et de corail, la partie ouest est recouverte de guano. A un récif frangeant. Un obélisque d'environ 2,7 mètres de haut se dresse à l'angle SO. Peu de végétation. Phare opérationnel depuis mai 1995. Fortifiée. | 1.6              |                      |
| Amboyna Cay,                            | Pulau Amboyna Kecil                | 7° 54′ N, 112° 55′ E Treizième plus grande île des Spratleys. 2 mètres de haut. Deux parties : la partie est est constituée de sable et de corail, la partie ouest est recouverte de guano. A un récif frangeant. Un obélisque d'environ 2,7 mètres de haut se dresse à l'angle SO. Peu de végétation. Phare opérationnel depuis mai 1995. Fortifiée. | 1.6              |                      |
| Grierson Reef                           | 染青沙洲 Ranqing Shazhou           | Caye de sable avec un récif frangeant. La superficie de son banc de sable est d'environ 12 hectares. Partie du banc de l'Union. | 0                |                      |
| Grierson Reef                           | Đảo Sinh Tồn Đông                  | Caye de sable avec un récif frangeant. La superficie de son banc de sable est d'environ 12 hectares. Partie du banc de l'Union. | 0                |                      |
| Central London Reef,                    | Gitnang Quezon                     | 8° 59′ N, 112° 21′ E La partie SO est un banc de sable qui submerge à peine à marée haute. Le reste est constitué de récifs coralliens, inondés, entourant un lagon. Occupé depuis 1978. Partie des récifs London. | 0                |                      |
| Central London Reef,                    | 中礁 Zhong Jiao                    | 8° 59′ N, 112° 21′ E La partie SO est un banc de sable qui submerge à peine à marée haute. Le reste est constitué de récifs coralliens, inondés, entourant un lagon. Occupé depuis 1978. Partie des récifs London. | 0                |                      |
| Central London Reef,                    | Đảo Trường Sa Đông                 | 8° 59′ N, 112° 21′ E La partie SO est un banc de sable qui submerge à peine à marée haute. Le reste est constitué de récifs coralliens, inondés, entourant un lagon. Occupé depuis 1978. Partie des récifs London. | 0                |                      |
| Pearson Reef,                           | Hizon                              | Deux cayes de sable, hautes de 2 mètres et 1 mètre, s'étendent sur les bords d'un lagon. Certaines parties du récif environnant sont émergées à marée haute. Occupé depuis 1988. | 0                |                      |
| Pearson Reef,                           | 毕生礁 Bisheng Jiao                | Deux cayes de sable, hautes de 2 mètres et 1 mètre, s'étendent sur les bords d'un lagon. Certaines parties du récif environnant sont émergées à marée haute. Occupé depuis 1988. | 0                |                      |
| Pearson Reef,                           | Đảo Phan Vinh                      | Deux cayes de sable, hautes de 2 mètres et 1 mètre, s'étendent sur les bords d'un lagon. Certaines parties du récif environnant sont émergées à marée haute. Occupé depuis 1988. | 0                |                      |
| Barque Canada Reef / Lizzie Weber Reef, | (Barque Canada Reef) Magsaysay     | 8° 10′ N, 113° 18′ E Corail. Les rochers les plus hauts mesurent 4,5 m de haut, à l’extrémité SO. Une grande partie du récif est émergée à marée haute. Quelques parcelles sablonneuses. 18 milles (29 km) de longueur. Ses structures militaires ont été modernisées. Occupé depuis 1987. | 0                |                      |
| Barque Canada Reef / Lizzie Weber Reef, | (Lizzie Weber Reef) Mascarado      | 8° 10′ N, 113° 18′ E Corail. Les rochers les plus hauts mesurent 4,5 m de haut, à l’extrémité SO. Une grande partie du récif est émergée à marée haute. Quelques parcelles sablonneuses. 18 milles (29 km) de longueur. Ses structures militaires ont été modernisées. Occupé depuis 1987. | 0                |                      |
| Barque Canada Reef / Lizzie Weber Reef, | 柏礁 Bai Jiao, Liwei Dao           | 8° 10′ N, 113° 18′ E Corail. Les rochers les plus hauts mesurent 4,5 m de haut, à l’extrémité SO. Une grande partie du récif est émergée à marée haute. Quelques parcelles sablonneuses. 18 milles (29 km) de longueur. Ses structures militaires ont été modernisées. Occupé depuis 1987. | 0                |                      |
| Barque Canada Reef / Lizzie Weber Reef, | Bãi Thuyền Chài                    | 8° 10′ N, 113° 18′ E Corail. Les rochers les plus hauts mesurent 4,5 m de haut, à l’extrémité SO. Une grande partie du récif est émergée à marée haute. Quelques parcelles sablonneuses. 18 milles (29 km) de longueur. Ses structures militaires ont été modernisées. Occupé depuis 1987. | 0                |                      |
| Barque Canada Reef / Lizzie Weber Reef, | Terumbu Perahu                     | 8° 10′ N, 113° 18′ E Corail. Les rochers les plus hauts mesurent 4,5 m de haut, à l’extrémité SO. Une grande partie du récif est émergée à marée haute. Quelques parcelles sablonneuses. 18 milles (29 km) de longueur. Ses structures militaires ont été modernisées. Occupé depuis 1987. | 0                |                      |
| West London Reef,                       | Đá Tây                             | La partie orientale est une caye de sable, haute de 0,6 m. La partie ouest est constituée de récifs coralliens qui ne sont au-dessus de l'eau qu'à marée basse. Entre eux se trouve une lagune. Le Viêt Nam y a érigé un phare en mai ou juin 1994. Partie des récifs London. | 0                |                      |
| West London Reef,                       | 西礁 Xi Jiao                       | La partie orientale est une caye de sable, haute de 0,6 m. La partie ouest est constituée de récifs coralliens qui ne sont au-dessus de l'eau qu'à marée basse. Entre eux se trouve une lagune. Le Viêt Nam y a érigé un phare en mai ou juin 1994. Partie des récifs London. | 0                |                      |
| West London Reef,                       | Kanlurang Quezon                   | La partie orientale est une caye de sable, haute de 0,6 m. La partie ouest est constituée de récifs coralliens qui ne sont au-dessus de l'eau qu'à marée basse. Entre eux se trouve une lagune. Le Viêt Nam y a érigé un phare en mai ou juin 1994. Partie des récifs London. | 0                |                      |
| Ladd Reef                               | 日积礁 Riji Jiao                   | Naturellement hors de l'eau à marée basse. A un lagon de corail. Occupé depuis 1988. | 0                |                      |
| Ladd Reef                               | Đá Lát                             | Naturellement hors de l'eau à marée basse. A un lagon de corail. Occupé depuis 1988. | 0                |                      |
| Discovery Great Reef,                   | Paredes                            | Plusieurs rochers sont hors de l'eau à marée haute. La majeure partie du récif est émergée à marée basse. A un lagon. Occupé depuis 1988. | 0                |                      |
| Discovery Great Reef,                   | 大现礁 Daxian Jiao                 | Plusieurs rochers sont hors de l'eau à marée haute. La majeure partie du récif est émergée à marée basse. A un lagon. Occupé depuis 1988. | 0                |                      |
| Discovery Great Reef,                   | Đá Lớn                             | Plusieurs rochers sont hors de l'eau à marée haute. La majeure partie du récif est émergée à marée basse. A un lagon. Occupé depuis 1988. | 0                |                      |
| Pigeon Reef / Tennent Reef,             | Lopez-Jaena                        | De nombreux rochers se trouvent naturellement au-dessus de la ligne de marée haute. Entoure une lagune. Occupé depuis 1988. | 0                |                      |
| Pigeon Reef / Tennent Reef,             | 无乜礁 Wumie Jiao                  | De nombreux rochers se trouvent naturellement au-dessus de la ligne de marée haute. Entoure une lagune. Occupé depuis 1988. | 0                |                      |
| Pigeon Reef / Tennent Reef,             | Đá Tiên Nữ                         | De nombreux rochers se trouvent naturellement au-dessus de la ligne de marée haute. Entoure une lagune. Occupé depuis 1988. | 0                |                      |
| East London Reef,                       | Silangang Quezon                   | Rochers atteignant 1 mètre de haut. Entoure une lagune. Occupé depuis 1988. Partie des récifs London. | 0                |                      |
| East London Reef,                       | 东礁 Dong Jiao                     | Rochers atteignant 1 mètre de haut. Entoure une lagune. Occupé depuis 1988. Partie des récifs London. | 0                |                      |
| East London Reef,                       | Đá Đông                            | Rochers atteignant 1 mètre de haut. Entoure une lagune. Occupé depuis 1988. Partie des récifs London. | 0                |                      |
| Alison Reef,                            | De Jesus                           | 8° 51′ N, 114° 00′ E Naturellement hors de l'eau uniquement à marée basse. Enferme un lagon. | 0                |                      |
| Alison Reef,                            | 六门礁 Liumen Jiao                 | 8° 51′ N, 114° 00′ E Naturellement hors de l'eau uniquement à marée basse. Enferme un lagon. | 0                |                      |
| Alison Reef,                            | Đá Tốc Tan                         | 8° 51′ N, 114° 00′ E Naturellement hors de l'eau uniquement à marée basse. Enferme un lagon. | 0                |                      |
| Cornwallis South Reef,                  | Osmeña                             | Naturellement hors de l'eau uniquement à marée basse. Entoure une lagune. Occupé depuis 1988. | 0                |                      |
| Cornwallis South Reef,                  | 南华礁 Nanhua Jiao                 | Naturellement hors de l'eau uniquement à marée basse. Entoure une lagune. Occupé depuis 1988. | 0                |                      |
| Cornwallis South Reef,                  | Đá Núi Le                          | Naturellement hors de l'eau uniquement à marée basse. Entoure une lagune. Occupé depuis 1988. | 0                |                      |
| Petley Reef,                            | Juan Luna                          | Naturellement au-dessus de l'eau uniquement à marée basse, certains petits rochers peuvent se dresser au-dessus des hautes eaux. Occupé depuis 1988. Partie du banc Tizard. | 0                |                      |
| Petley Reef,                            | 舶兰礁 Bolan Jiao                  | Naturellement au-dessus de l'eau uniquement à marée basse, certains petits rochers peuvent se dresser au-dessus des hautes eaux. Occupé depuis 1988. Partie du banc Tizard. | 0                |                      |
| Petley Reef,                            | Đá Núi Thị                         | Naturellement au-dessus de l'eau uniquement à marée basse, certains petits rochers peuvent se dresser au-dessus des hautes eaux. Occupé depuis 1988. Partie du banc Tizard. | 0                |                      |
| South Reef,                             | Timog                              | Se trouve à environ 2,5 milles nautiques au sud-ouest de la caye Southwest, occupée par le Viêt Nam. Une petite caye apparaît au sommet de ce récif sur la carte la plus détaillée disponible. À l’extrémité sud-ouest du récif North Danger. Le récif frangeant est au-dessus de l’eau à marée basse. Occupé depuis 1988. Partie du récif North Danger. | 0                |                      |
| South Reef,                             | 奈罗礁 Nailuo Jiao                 | Se trouve à environ 2,5 milles nautiques au sud-ouest de la caye Southwest, occupée par le Viêt Nam. Une petite caye apparaît au sommet de ce récif sur la carte la plus détaillée disponible. À l’extrémité sud-ouest du récif North Danger. Le récif frangeant est au-dessus de l’eau à marée basse. Occupé depuis 1988. Partie du récif North Danger. | 0                |                      |
| South Reef,                             | Đá Nam                             | Se trouve à environ 2,5 milles nautiques au sud-ouest de la caye Southwest, occupée par le Viêt Nam. Une petite caye apparaît au sommet de ce récif sur la carte la plus détaillée disponible. À l’extrémité sud-ouest du récif North Danger. Le récif frangeant est au-dessus de l’eau à marée basse. Occupé depuis 1988. Partie du récif North Danger. | 0                |                      |
| Collins Reef / Johnson North Reef       | Roxas                              | 9° 46′ N, 114° 15′ E Se trouve à 8 milles nautiques au sud-ouest de l'île Sin Cowe, occupée par le Viêt Nam. Connecté au récif de Johnson du Sud. Une « dune de corail » est située à l'angle sud-est, au-dessus de la ligne de marée haute. Partie du banc de l'Union. | 0                |                      |
| Collins Reef / Johnson North Reef       | 鬼喊礁 Guihan Jiao                 | 9° 46′ N, 114° 15′ E Se trouve à 8 milles nautiques au sud-ouest de l'île Sin Cowe, occupée par le Viêt Nam. Connecté au récif de Johnson du Sud. Une « dune de corail » est située à l'angle sud-est, au-dessus de la ligne de marée haute. Partie du banc de l'Union. | 0                |                      |
| Collins Reef / Johnson North Reef       | Đá Cô Lin                          | 9° 46′ N, 114° 15′ E Se trouve à 8 milles nautiques au sud-ouest de l'île Sin Cowe, occupée par le Viêt Nam. Connecté au récif de Johnson du Sud. Une « dune de corail » est située à l'angle sud-est, au-dessus de la ligne de marée haute. Partie du banc de l'Union. | 0                |                      |
| Lansdowne Reef,                         | Pagkakaisa                         | Dune, avec récif frangeant. Partie du banc de l'Union. | 0                |                      |
| Lansdowne Reef,                         | 琼礁 Qiong Jiao                    | Dune, avec récif frangeant. Partie du banc de l'Union. | 0                |                      |
| Lansdowne Reef,                         | Đá Len Đao                         | Dune, avec récif frangeant. Partie du banc de l'Union. | 0                |                      |
| Rifleman Bank (contient Bombay Castle)  | 南薇滩 Nanwei Tan                  | La profondeur naturelle la plus faible est de 3 mètres, appelée Bombay Castle. Sable et corail. Occupé depuis 1989. | 0                |                      |
| Rifleman Bank (contient Bombay Castle)  | Bãi Vũng Mây                       | La profondeur naturelle la plus faible est de 3 mètres, appelée Bombay Castle. Sable et corail. Occupé depuis 1989. | 0                |                      |
| Prince of Wales Bank                    | 广雅滩 Guangya Tan                 | La profondeur naturelle la plus faible est de 7 mètres. Possède des coraux. Occupé depuis 1989. | 0                |                      |
| Prince of Wales Bank                    | Bãi Phúc Tần                       | La profondeur naturelle la plus faible est de 7 mètres. Possède des coraux. Occupé depuis 1989. | 0                |                      |
| Vanguard Bank                           | 万安滩 Wan'an Tan                  | La profondeur naturelle la plus faible est de 16 mètres. Le Viêt Nam gère trois « stations de services économiques et technologiques » dans cette zone depuis juillet 1994. Occupées depuis 1989. | 0                |                      |
| Vanguard Bank                           | Bãi Tư Chính                       | La profondeur naturelle la plus faible est de 16 mètres. Le Viêt Nam gère trois « stations de services économiques et technologiques » dans cette zone depuis juillet 1994. Occupées depuis 1989. | 0                |                      |
| Prince Consort Bank                     | 西卫滩 Xiwei Tan                   | La profondeur naturelle la plus faible est de 9 mètres. Occupé depuis 1990. | 0                |                      |
| Prince Consort Bank                     | Bãi Phúc Nguyên                    | La profondeur naturelle la plus faible est de 9 mètres. Occupé depuis 1990. | 0                |                      |
| Grainger Bank                           | 李准滩 Lizhun Tan                  | La profondeur naturelle la plus faible est de 9 mètres ou 11 mètres. Occupé depuis 1991. | 0                |                      |
| Grainger Bank                           | Bãi Quế Đường                      | La profondeur naturelle la plus faible est de 9 mètres ou 11 mètres. Occupé depuis 1991. | 0                |                      |
| Alexandra Bank                          | 人骏滩 Renjun Tan                  | La profondeur naturelle la plus faible est de 5 mètres. Occupé depuis 1991. | 0                |                      |
| Alexandra Bank                          | Bãi Huyền Trân                     | La profondeur naturelle la plus faible est de 5 mètres. Occupé depuis 1991. | 0                |                      |
| Orleana Shoal                           | 奥南暗沙 Aonan Ansha               | Récif immergé faisant partie du Banc Rifleman | 0                |                      |
| Orleana Shoal                           | Bãi Đất                            | Récif immergé faisant partie du Banc Rifleman | 0                |                      |
| Kingston Shoal                          | 金盾暗沙 Jindun Ansha              | Récif immergé faisant partie du Banc Rifleman | 0                |                      |
| Kingston Shoal                          | Bãi Đinh                           | Récif immergé faisant partie du Banc Rifleman | 0                |                      |
| Total                                   |                                    | 6 îles, 15 récifs, 6 bancs, et 2 hauts-fonds | 46.9             |                      |

### Inoccupé mais largement contrôlé par la Chine
| China              |                                        | |                  |                      |
| Nom international  | Nom locaux                             | Description | Superficie (ha.) | Superficie récupérée |
| Hallet Reef        | 安乐礁 Anle Jiao 安樂礁                | Près du récif de Hughes | 0                | 0                    |
| Hallet Reef        | Đá Bình Sơn                            | Près du récif de Hughes | 0                | 0                    |
| McKennan Reef      | 西门礁 Ximen Jiao 西門礁               | Près du récif de Hughes | 0                | 0                    |
| McKennan Reef      | Đá Ken Nan                             | Près du récif de Hughes | 0                | 0                    |
| Eldad Reef         | 安达礁 Anda Jiao 安達礁                | Patrouilles régulières des garde-côtes chinois. Il est également sous le contrôle du Viêt Nam, près du récif Petley occupé par le Viêt Nam. | 0                | 0                    |
| Eldad Reef         | Đá Ken Nan                             | Patrouilles régulières des garde-côtes chinois. Il est également sous le contrôle du Viêt Nam, près du récif Petley occupé par le Viêt Nam. | 0                | 0                    |
| First Thomas Shoal | 信义礁 Xinyi Jiao 信義暗沙 Xinyi Ansha | Patrouille régulière de la Garde côtière chinoise 9° 20′ N, 115° 57′ E - SE du récif Mischief Quelques rochers sont en permanence au-dessus du niveau de la mer. Une grande partie du récif est émergée à marée basse. Entoure une lagune.                             | 0                | 0                    |
| First Thomas Shoal | Bulig                                  | Patrouille régulière de la Garde côtière chinoise 9° 20′ N, 115° 57′ E - SE du récif Mischief Quelques rochers sont en permanence au-dessus du niveau de la mer. Une grande partie du récif est émergée à marée basse. Entoure une lagune.                             | 0                | 0                    |
| First Thomas Shoal | Bãi Suối Ngà                           | Patrouille régulière de la Garde côtière chinoise 9° 20′ N, 115° 57′ E - SE du récif Mischief Quelques rochers sont en permanence au-dessus du niveau de la mer. Une grande partie du récif est émergée à marée basse. Entoure une lagune.                             | 0                | 0                    |
| Whitson Reef       | 牛轭礁 Niu'e Jiao 牛軛礁               | Patrouille régulière de la Garde côtière chinoise Partie du banc de l'Union. Certains rochers sortent naturellement de l'eau à marée haute. Partie du banc de l'Union. Elle est également sous le contrôle du Viêt Nam, près du récif Grierson occupé par le Viêt Nam. | 0                | 0                    |
| Whitson Reef       | Julian Felipe                          | Patrouille régulière de la Garde côtière chinoise Partie du banc de l'Union. Certains rochers sortent naturellement de l'eau à marée haute. Partie du banc de l'Union. Elle est également sous le contrôle du Viêt Nam, près du récif Grierson occupé par le Viêt Nam. | 0                | 0                    |
| Whitson Reef       | Đá Ba Đầu                              | Patrouille régulière de la Garde côtière chinoise Partie du banc de l'Union. Certains rochers sortent naturellement de l'eau à marée haute. Partie du banc de l'Union. Elle est également sous le contrôle du Viêt Nam, près du récif Grierson occupé par le Viêt Nam. | 0                | 0                    |

### Inoccupé mais largement contrôlé par la Malaisie
| "La Malaisie revendique une partie de la mer de Chine méridionale ainsi que 11 îles et autres formations marines du groupe Spratly au motif qu'elles se trouvent sur son plateau continental. Ces hauts-fonds se trouvent au large de la côte nord-ouest du Sarawak sur une superficie de 100 km ; [Information douteuse] en tant que tels, ils sont largement contrôlés par la Malaisie.[citation nécessaire] |                             | |                     |                      |
| Nom international | Noms locaux                 | Description | Superficie maritime | Superficie terrestre |
| North Luconia Shoals | 北康暗沙 Beikang Ansha      | Friendship Shoal (zh) ((zh)), Hardie Reef (zh) ((zh)), Aitken Reef (zh) ((zh)), Buck Reef (zh) ((zh)), Moody Reef (zh) ((zh)), Seahorse Breakers (zh) ((zh)), Tripp Reef (zh) ((zh)), Hayes Reef (zh) ((zh)) | 1 400 km2           | 0                    |
| North Luconia Shoals | Gugusan Beting Raja Jarum   | Friendship Shoal (zh) ((zh)), Hardie Reef (zh) ((zh)), Aitken Reef (zh) ((zh)), Buck Reef (zh) ((zh)), Moody Reef (zh) ((zh)), Seahorse Breakers (zh) ((zh)), Tripp Reef (zh) ((zh)), Hayes Reef (zh) ((zh)) | 1 400 km2           | 0                    |
| South Luconia Shoals | 南康暗沙 Nankang Ansha      | Stigant Reef (zh) ((zh)), Connell Reef (zh) ((zh)), Herald Reef (zh) ((zh)), Comus Shoal (zh) ((zh)), Richmond Reef (zh) ((zh)), Luconia Breakers (zh) ((zh))                                                | 900 km2             | 0                    |
| South Luconia Shoals | Gugusan Beting Patinggi Ali | Stigant Reef (zh) ((zh)), Connell Reef (zh) ((zh)), Herald Reef (zh) ((zh)), Comus Shoal (zh) ((zh)), Richmond Reef (zh) ((zh)), Luconia Breakers (zh) ((zh))                                                | 900 km2             | 0                    |
| James Shoal | 曾母暗沙 Zengmu Ansha       | La profondeur naturelle la plus basse est de 17,5 mètres. | 0                   | 0                    |
| James Shoal | Beting Serupai              | La profondeur naturelle la plus basse est de 17,5 mètres. | 0                   | 0                    |
| Ardasier Bank | 安渡滩 Andu Tan 安渡灘      | Près de | 0                   | 0                    |
| Ardasier Bank | ?                           | Près de | 0                   | 0                    |
| Royal Charlotte Reef | 皇路礁 Huanglu Jiao         | Près de , Patrouille régulière de la Garde côtière chinoise | 0                   | 0                    |
| Royal Charlotte Reef | ?                           | Près de , Patrouille régulière de la Garde côtière chinoise | 0                   | 0                    |

### Inoccupé mais largement contrôlé par les Philippines
| Les récifs, hauts-fonds, etc. à l'est du 116e méridien est sont étroitement gardés par la Garde côtière philippine, la Marine philippine et la Force aérienne philippine. Bien qu'elles ne soient pas occupées, les Philippines affirment contrôler ces éléments qui se trouvent à moins de 100 milles (160 km) de la côte ouest de Palawan (remarque : Scarborough Shoal est 100 milles (160 km) de la côte ouest de Zambales. Il existe de nombreux pêcheurs Philippins dans cette région, qui coopèrent étroitement avec la marine philippine et les garde-côtes philippins. Les pêcheurs non philippins sont tolérés dans cette région, à condition de respecter les lois philippines. La presse philippine a fait état de nombreuses arrestations de pêcheurs chinois par la marine philippine et les garde-côtes philippins en raison de méthodes de pêche illégales et de capture d'espèces marines menacées, tant dans cette région que dans la mer de Sulu. La présence militaire philippine dans cette région s'est intensifiée après l'incident de Mischief Reef en 1995. L'armée de l'air philippine a été active en frappant même les balises établies par d'autres pays pour guider les forces navales de ces derniers dans cette région. |                                       | |                  |                      |
| Nom international | Noms locaux                           | Description | Superficie (ha.) | Superficie récupérée |
| Amy Douglas Bank / Reef' | Mahiwagang Diwata                     | Situé au nord du passage de Palawan. Inondé à marée basse. | 0                |                      |
| Amy Douglas Bank / Reef' | 安塘滩 Antang Tan, 安塘礁 Antang Jiao | Situé au nord du passage de Palawan. Inondé à marée basse. | 0                |                      |
| Amy Douglas Bank / Reef' | Cụm Hồ Tràm                           | Situé au nord du passage de Palawan. Inondé à marée basse. | 0                |                      |
| Bombay Shoal | Abad Santos                           | 9° 26′ N, 116° 55′ E Plusieurs rochers sont exposés à marée basse. Entoure une lagune. | 0                |                      |
| Bombay Shoal | 蓬勃暗沙 Pengbo Ansha                 | 9° 26′ N, 116° 55′ E Plusieurs rochers sont exposés à marée basse. Entoure une lagune. | 0                |                      |
| Bombay Shoal | Bãi Cái Mép                           | 9° 26′ N, 116° 55′ E Plusieurs rochers sont exposés à marée basse. Entoure une lagune. | 0                |                      |
| Boxall Reef | Rajah Sulayman                        | 8° 51′ N, 114° 00′ E Au-dessus de l'eau uniquement à marée basse. Pas de lagon. | 0                |                      |
| Boxall Reef | 牛车轮礁 Niuchelun Jiao               | 8° 51′ N, 114° 00′ E Au-dessus de l'eau uniquement à marée basse. Pas de lagon. | 0                |                      |
| Boxall Reef | Đá Long Điền                          | 8° 51′ N, 114° 00′ E Au-dessus de l'eau uniquement à marée basse. Pas de lagon. | 0                |                      |
| Carnatic Shoal | Sikatuna                              | | 0                |                      |
| Carnatic Shoal | 红石暗沙 Hongshi Ansha                | | 0                |                      |
| Carnatic Shoal | Bãi Rạch Lấp                          | | 0                |                      |
| Half Moon Shoal | Hasa-hasa                             | Plusieurs rochers du côté est s'élèvent d'un à deux pieds au-dessus de la marée haute. Entoure une lagune. Des rapports de février 2016 indiquent que le contrôle philippin sur le récif pourrait avoir pris fin. | 0                |                      |
| Half Moon Shoal | 半月礁 Banyue Jiao                    | Plusieurs rochers du côté est s'élèvent d'un à deux pieds au-dessus de la marée haute. Entoure une lagune. Des rapports de février 2016 indiquent que le contrôle philippin sur le récif pourrait avoir pris fin. | 0                |                      |
| Half Moon Shoal | Bãi Trăng Khuyết                      | Plusieurs rochers du côté est s'élèvent d'un à deux pieds au-dessus de la marée haute. Entoure une lagune. Des rapports de février 2016 indiquent que le contrôle philippin sur le récif pourrait avoir pris fin. | 0                |                      |
| Hardy Reef | Sakay                                 | Naturellement hors de l'eau uniquement à marée basse. Entoure une étroite bande de sable. | 0                |                      |
| Hardy Reef | 半路礁 Banlu Jiao                     | Naturellement hors de l'eau uniquement à marée basse. Entoure une étroite bande de sable. | 0                |                      |
| Hardy Reef | Đá Phật Tự                            | Naturellement hors de l'eau uniquement à marée basse. Entoure une étroite bande de sable. | 0                |                      |
| Hopkins Reef | 火星礁 Huoxing Jiao                   | La profondeur naturelle la plus faible est de 3 mètres. | 0                |                      |
| Hopkins Reef | Đá Hợp Kim                            | La profondeur naturelle la plus faible est de 3 mètres. | 0                |                      |
| Northeast Investigator Shoal | Dalagang Bukid                        | Se trouve à seulement quelques kilomètres à l’ouest de Palawan. Naturellement hors de l'eau à marée basse. | 0                |                      |
| Northeast Investigator Shoal | 海口礁 Haikou Jiao                    | Se trouve à seulement quelques kilomètres à l’ouest de Palawan. Naturellement hors de l'eau à marée basse. | 0                |                      |
| Northeast Investigator Shoal | Bãi Phù Mỹ                            | Se trouve à seulement quelques kilomètres à l’ouest de Palawan. Naturellement hors de l'eau à marée basse. | 0                |                      |
| Iroquois Reef | Del Pilar                             | Situé à l'est de l'île Nanshan et de l'île Plane, occupées par les Philippines. Au-dessus de l'eau uniquement à marée basse. | 0                |                      |
| Iroquois Reef | 鲎藤礁 Hòuténg Jiāo                   | Situé à l'est de l'île Nanshan et de l'île Plane, occupées par les Philippines. Au-dessus de l'eau uniquement à marée basse. | 0                |                      |
| Iroquois Reef | Đá Khúc Giác                          | Situé à l'est de l'île Nanshan et de l'île Plane, occupées par les Philippines. Au-dessus de l'eau uniquement à marée basse. | 0                |                      |
| Baker Reef | Drapeau des Philippines               | Situé à l'est de l'île Nanshan et de l'île Plane, occupées par les Philippines. Profondeurs variant de 11 à 75 mètres. | 0                |                      |
| Baker Reef | 巩珍礁 Gǒngzhēn Jiāoo                 | Situé à l'est de l'île Nanshan et de l'île Plane, occupées par les Philippines. Profondeurs variant de 11 à 75 mètres. | 0                |                      |
| Baker Reef | Đá Ba Cờ                              | Situé à l'est de l'île Nanshan et de l'île Plane, occupées par les Philippines. Profondeurs variant de 11 à 75 mètres. | 0                |                      |
| Leslie Bank | Urduja                                | | 0                |                      |
| Leslie Bank | 勇士滩 Yongshi Tan                    | | 0                |                      |
| Leslie Bank | Bãi Vĩnh Tuy                          | | 0                |                      |
| Lord Auckland Shoal | Lapu-Lapu                             | | 0                |                      |
| Lord Auckland Shoal | 莪兰暗沙 Elan Ansha                   | | 0                |                      |
| Lord Auckland Shoal | Bãi Na Khoai                          | | 0                |                      |
| Pennsylvania North Reef | 阳明礁 Yangming Jiao                  | | 0                |                      |
| Pennsylvania North Reef | Đá Gò Già                             | | 0                |                      |
| Pennsylvania South Reef | 東坡礁 Dōngpō jiāo                    | | 0                |                      |
| Pennsylvania South Reef | Đá Tây Nam                            | | 0                |                      |
| Foulerton Reef | 东华礁 Dōnghuá jiāo                   | | 0                |                      |
| Foulerton Reef | Đá Chà Và                             | | 0                |                      |
| Reed Tablemount (incluant Nares Bank et Marie Louise Bank) | Recto                                 | La profondeur naturelle la plus faible est de 9 mètres. Environ 6 500 km2 de superficie. Les Philippines ont occupé cette zone en 1971 et une exploration pétrolière conjointe entre les Philippines et la Suède a suivi. Cependant, la Chine a protesté contre cet acte des Philippines en disant que cette montagne dont le centre se trouve à 100 milles (160 km) des Philippines fait partie des territoires chinois. Après cela, les Philippines ont essayé de demander à la Chine un effort commun, mais la Chine a refusé, arguant que les Philippines n'avaient aucun droit sur cette zone. Actuellement, cette zone est largement contrôlée par les Philippines. | 0                |                      |
| Reed Tablemount (incluant Nares Bank et Marie Louise Bank) | 礼乐滩 Liyue Tan                      | La profondeur naturelle la plus faible est de 9 mètres. Environ 6 500 km2 de superficie. Les Philippines ont occupé cette zone en 1971 et une exploration pétrolière conjointe entre les Philippines et la Suède a suivi. Cependant, la Chine a protesté contre cet acte des Philippines en disant que cette montagne dont le centre se trouve à 100 milles (160 km) des Philippines fait partie des territoires chinois. Après cela, les Philippines ont essayé de demander à la Chine un effort commun, mais la Chine a refusé, arguant que les Philippines n'avaient aucun droit sur cette zone. Actuellement, cette zone est largement contrôlée par les Philippines. | 0                |                      |
| Reed Tablemount (incluant Nares Bank et Marie Louise Bank) | Bãi Cỏ Rong                           | La profondeur naturelle la plus faible est de 9 mètres. Environ 6 500 km2 de superficie. Les Philippines ont occupé cette zone en 1971 et une exploration pétrolière conjointe entre les Philippines et la Suède a suivi. Cependant, la Chine a protesté contre cet acte des Philippines en disant que cette montagne dont le centre se trouve à 100 milles (160 km) des Philippines fait partie des territoires chinois. Après cela, les Philippines ont essayé de demander à la Chine un effort commun, mais la Chine a refusé, arguant que les Philippines n'avaient aucun droit sur cette zone. Actuellement, cette zone est largement contrôlée par les Philippines. | 0                |                      |
| 火星礁 Huǒxīng jiāo |                                       | |                  |                      |
| Đá Hợp Kim |                                       | |                  |                      |
| Royal Captain Shoal | Kanduli                               | Quelques rochers sortent de l'eau à marée basse. Entoure une lagune. | 0                |                      |
| Royal Captain Shoal | 舰长礁 Jianzhang Jiao                 | Quelques rochers sortent de l'eau à marée basse. Entoure une lagune. | 0                |                      |
| Royal Captain Shoal | Bãi Đồi Mồi                           | Quelques rochers sortent de l'eau à marée basse. Entoure une lagune. | 0                |                      |
| Sabina Shoal | Escoda                                | Il renferme deux lagons, naturellement hors de l'eau à marée basse. Se trouve à l’est du Banc Second Thomas occupé par les Philippines. | 0                |                      |
| Sabina Shoal | 仙宾礁 Xianbin Jiao                   | Il renferme deux lagons, naturellement hors de l'eau à marée basse. Se trouve à l’est du Banc Second Thomas occupé par les Philippines. | 0                |                      |
| Sabina Shoal | Bãi Sa Bin (Bãi Chóp Mao)             | Il renferme deux lagons, naturellement hors de l'eau à marée basse. Se trouve à l’est du Banc Second Thomas occupé par les Philippines. | 0                |                      |
| Sandy Shoal | Mabuhangin                            | | 0                |                      |
| Sandy Shoal | 神仙暗沙 Shenxian Ansha               | | 0                |                      |
| Sandy Shoal | Bãi Hữu Độ                            | | 0                |                      |
| Seahorse Shoal / Seashore Shoal / Routh Bank | Baybayin Dagat                        | Situé au nord du passage de Palawan | 0                |                      |
| Seahorse Shoal / Seashore Shoal / Routh Bank | 海马滩 Haima Tan                      | Situé au nord du passage de Palawan | 0                |                      |
| Seahorse Shoal / Seashore Shoal / Routh Bank | Bãi Thạch Sa                          | Situé au nord du passage de Palawan | 0                |                      |
| Stag Shoal | Panday Pira                           | | 0                |                      |
| Stag Shoal | 隐遁暗沙 Yindun Ansha                 | | 0                |                      |
| Southern Bank / Reef | Katimugan                             | Un groupe d'entités situé au sud du guyot Reed. Le récif comprend les éléments suivants : récif Magat Salamat, Tagpi, récif Hubo et récif Katimugan. La zone est largement contrôlée et utilisée pour la pêche par les Philippines en raison de sa proximité avec l'île Plane et l'île Nanshan. | 0                |                      |
| Southern Bank / Reef | 南方浅滩 Nanfang Qiantan              | Un groupe d'entités situé au sud du guyot Reed. Le récif comprend les éléments suivants : récif Magat Salamat, Tagpi, récif Hubo et récif Katimugan. La zone est largement contrôlée et utilisée pour la pêche par les Philippines en raison de sa proximité avec l'île Plane et l'île Nanshan. | 0                |                      |
| Southern Bank / Reef | Bãi Nam                               | Un groupe d'entités situé au sud du guyot Reed. Le récif comprend les éléments suivants : récif Magat Salamat, Tagpi, récif Hubo et récif Katimugan. La zone est largement contrôlée et utilisée pour la pêche par les Philippines en raison de sa proximité avec l'île Plane et l'île Nanshan. | 0                |                      |
| Templar Bank | Dalag                                 | | 0                |                      |
| Templar Bank | 忠孝滩 Zhongxiao Tan                  | | 0                |                      |
| Templar Bank | Bãi Rạch Vang                         | | 0                |                      |

| Les récifs, bancs, etc. à l'ouest du 116e méridien est |                                       | |                  |                      |
| Nom international                                      | Noms locaux                           | Description | Superficie (ha.) | Superficie récupérée |
| Loaita Nan                                             | 双黄沙洲 Shuanghuang Shazhou 雙黃沙洲 | Près de la caye Loaita | 0                | 0                    |
| Loaita Nan                                             | Drapeau des Philippines               | Près de la caye Loaita | 0                | 0                    |
| Loaita Nan                                             | Bãi Loại Ta Nam                       | Près de la caye Loaita | 0                | 0                    |
| North Reef (Spratly Islands)                           | 贡士礁 Zhuying Jiao 貢士礁            | Près de la caye Northeast | 0                | 0                    |
| North Reef (Spratly Islands)                           | Drapeau des Philippines               | Près de la caye Northeast | 0                | 0                    |
| North Reef (Spratly Islands)                           | Đá Bắc                                | Près de la caye Northeast | 0                | 0                    |
| Sandy Cay                                              | 铁线礁 Tiexiang Jiao 鐵線礁           | Près de l' île Thitu | 0                | 0                    |
| Sandy Cay                                              | Pag-asa Cay 2                         | Près de l' île Thitu | 0                | 0                    |
| Sandy Cay                                              | Đá Hoài Ân                            | Près de l' île Thitu | 0                | 0                    |
| Thitu Reefs                                            | 铁峙礁 Tiezhi Jiao 鐵峙礁             | Près de l' île Thitu Au-dessus de l'eau uniquement à marée basse. Situé au nord-est de l’île Thitu et sans nom sur la plupart des cartes. Partie des récifs Thitu | 0                | 0                    |
| Thitu Reefs                                            | Drapeau des Philippines               | Près de l' île Thitu Au-dessus de l'eau uniquement à marée basse. Situé au nord-est de l’île Thitu et sans nom sur la plupart des cartes. Partie des récifs Thitu | 0                | 0                    |
| Thitu Reefs                                            | Đá Vĩnh Hảo                           | Près de l' île Thitu Au-dessus de l'eau uniquement à marée basse. Situé au nord-est de l’île Thitu et sans nom sur la plupart des cartes. Partie des récifs Thitu | 0                | 0                    |

### Inoccupé mais largement contrôlé par le Viêt Nam
| Vietnam              |                                        | |                  |                      |
| Nom international    | Noms locaux                            | Description | Superficie (ha.) | Superficie récupérée |
| Loveless Reef        | 华礁 Hua Jiao 華礁                     | Près de l' île Sin Cowe | 0                | 0                    |
| Loveless Reef        | Đá Nghĩa Hành                          | Près de l' île Sin Cowe | 0                | 0                    |
| Jubilee Bank         | 朱应滩 Zhuying Tan 朱應灘              | près du récif Ladd | 0                | 0                    |
| Jubilee Bank         | Mỹ Hải (bãi ngầm)                      | près du récif Ladd | 0                | 0                    |
| Johnson Patch        | 常骏暗沙 Changjun Ansha 常駿暗沙       | Près de Bombay Castle | 0                | 0                    |
| Johnson Patch        | Bãi Vũng Mây (tức là)                  | Près de Bombay Castle | 0                | 0                    |
| Owen Shoal           | 奥援暗沙 Aoyuan Ansha                  | Près de Bombay Castle La profondeur naturelle la plus faible est de 6 mètres.                                                                                       | 0                | 0                    |
| Owen Shoal           | Chim Biển (bãi ngầm)                   | Près de Bombay Castle La profondeur naturelle la plus faible est de 6 mètres.                                                                                       | 0                | 0                    |
| Bittern Reef         | \| 石盘仔 Shípánzǐ \| \| Đá Núi Mon \| | Près du récif Pearson | 0                | 0                    |
| Discovery Small Reef | Đá Nhỏ                                 | Près du Grand récif Discovery | 0                | 0                    |
| Discovery Small Reef | 小现礁 Xiǎoxiàn jiāo                   | Près du Grand récif Discovery | 0                | 0                    |
| Flora Temple Reef    | Đá Đền Cây Cỏ                          | Près du Grand récif Discovery | 0                | 0                    |
| Holiday Reef         | Đá Bãi Khung                           | Près du récif Grierson | 0                | 0                    |
| Holiday Reef         | 长线礁 Chángxiàn jiāo                  | Près du récif Grierson | 0                | 0                    |
| Ross Reef            | 染青东礁 Rǎnqīng dōng jiāo             | Près du récif Grierson | 0                | 0                    |
| Ross Reef            | Đá An Bình                             | Près du récif Grierson | 0                | 0                    |
| Higgens Reef         | 屈原礁 Qūyuán jiāo                     | Près du récif Lansdowne | 0                | 0                    |
| Higgens Reef         | Đá Phúc Sỹ                             | Près du récif Lansdowne | 0                | 0                    |
| Gent Reef            | 吉阳礁 Jíyáng jiāo                     | Près de l' île Sin Cowe | 0                | 0                    |
| Gent Reef            | Đá Sơn Hà                              | Près de l' île Sin Cowe | 0                | 0                    |
| Bamford Reef         | 龙虾礁 Lóngxiā jiāo                    | Près du récif Grierson | 0                |                      |
| Bamford Reef         | Đá Vị Khê                              | Près du récif Grierson | 0                |                      |
| Whitsun Reef         | 牛轭礁 Niú è jiāo                      | Près du récif Grierson, les garde-côtes vietnamiens du récif Grierson patrouillent toujours régulièrement sur le récif Whitsun Différends avec la Chine             | 0                | 0                    |
| Whitsun Reef         | Đá Ba Đầu                              | Près du récif Grierson, les garde-côtes vietnamiens du récif Grierson patrouillent toujours régulièrement sur le récif Whitsun Différends avec la Chine             | 0                | 0                    |
| Eldad Reef           | 安达礁 Āndá jiāo                       | Près du récif Petley, la garde côtière vietnamienne de la caye Sand (敦謙沙洲, đảo Sơn Ca) patrouille régulièrement sur le récif Différends avec la Chine et Taïwan | 0                | 0                    |
| Eldad Reef           | Đá Én Đất                              | Près du récif Petley, la garde côtière vietnamienne de la caye Sand (敦謙沙洲, đảo Sơn Ca) patrouille régulièrement sur le récif Différends avec la Chine et Taïwan | 0                | 0                    |
| 石盘仔 Shípánzǐ      |                                        | |                  |                      |
| Đá Núi Mon           |                                        | |                  |                      |

### Éléments inoccupés
| 'Ce sont des éléments inoccupés. Certaines sources affirment que certaines de ces entités sont occupées par le Vietnam ou la Chine, mais la plupart des sources affirment qu'elles ne le sont pas. L'occupation peut être confuse car lesdits récifs sont très proches d'autres éléments occupés. Il existe de nombreuses éléments inoccupés dans l'archipel des Spratleys. Le code de conduite actuel interdit à tout pays d'acquérir de nouveaux éléments. Beaucoup de ces entités se trouvent en fait entre et/ou à proximité de deux ou plusieurs entités occupées de différents pays. Ainsi, ils servent comme des zones tampons. Un exemple de ceci est le récif Jones qui se situe presque exactement entre le récif de Hughes occupé par la RPC et le récif Higgens occupé par le Viêt Nam[citation nécessaire]. |                         | |                  |
| Nom international | Noms locaux             | Description | Superficie (ha.) |
| Alicia Annie Reef | Arellano                | 9° 25′ N, 115° 26′ E Une caye de sable, haute de 1,2 mètres. De nombreux rochers au-dessus de la ligne de marée haute. Un récif entoure un lagon. | 0                |
| Alicia Annie Reef | 仙娥礁 Xian'e Jiao      | 9° 25′ N, 115° 26′ E Une caye de sable, haute de 1,2 mètres. De nombreux rochers au-dessus de la ligne de marée haute. Un récif entoure un lagon. | 0                |
| Alicia Annie Reef | Đá Suối Ngọc            | 9° 25′ N, 115° 26′ E Une caye de sable, haute de 1,2 mètres. De nombreux rochers au-dessus de la ligne de marée haute. Un récif entoure un lagon. | 0                |
| Coronation Bank | Bãi Đăng Quang          | | 0                |
| Coronation Bank | 康泰滩 Kāngtài Tān      | | 0                |
| Discovery Small Reef | Burgos Reef             | Au-dessus de l'eau uniquement à marée basse. | 0                |
| Discovery Small Reef | 小现礁 Xiaoxian Jiao    | Au-dessus de l'eau uniquement à marée basse. | 0                |
| Discovery Small Reef | Đá Nhỏ                  | Au-dessus de l'eau uniquement à marée basse. | 0                |
| Director Reef / Shoal | Tamban                  | | 0                |
| Director Reef / Shoal | 指向礁 Zhixiang Jiao    | | 0                |
| Dhaulle Shoal | 逍遥暗沙 Xiaoyao Ansha  | | 0                |
| Dhaulle Shoal | Bãi Nguyệt Sương        | | 0                |
| Ganges Reef | Palma                   | | 0                |
| Ganges Reef | 恒礁 Héng Jiāo          | | 0                |
| Ganges Reef | Đá Núi Trời             | | 0                |
| Glasgow Bank | Aguinaldo               | Selon certaines sources[citation nécessaire] cette zone est occupée par les Philippines en raison de sa proximité avec le récif Commodore.        | 0                |
| Glasgow Bank | 双礁 Shuang Jiao        | Selon certaines sources[citation nécessaire] cette zone est occupée par les Philippines en raison de sa proximité avec le récif Commodore.        | 0                |
| Glasgow Bank | Bãi ngầm Tam Thanh      | Selon certaines sources[citation nécessaire] cette zone est occupée par les Philippines en raison de sa proximité avec le récif Commodore.        | 0                |
| Hopps Reef | Diego Silang            | Au-dessus de l'eau uniquement à marée basse. Partie des récifs Southampton.                                                                       | 0                |
| Hopps Reef | 禄沙礁 Lusha Jiao       | Au-dessus de l'eau uniquement à marée basse. Partie des récifs Southampton.                                                                       | 0                |
| Hopps Reef | Đá Lục Giang            | Au-dessus de l'eau uniquement à marée basse. Partie des récifs Southampton.                                                                       | 0                |
| Jones Reef | 漳溪礁 Zhangxi Jiao     | Se trouve à 5 milles (8 km) au sud du récif McKennan. Petit récif, partiellement émergé uniquement à marée basse. Partie du banc de l'Union.      | 0                |
| Jones Reef | Đá Văn Nguyên           | Se trouve à 5 milles (8 km) au sud du récif McKennan. Petit récif, partiellement émergé uniquement à marée basse. Partie du banc de l'Union.      | 0                |
| Livock Reef | (NE part) Jacinto       | Au-dessus de l'eau uniquement à marée basse. Quelques rochers encore visibles à marée haute. Partie des récifs Southampton.                       | 0                |
| Livock Reef | (SW part) Bonifacio     | Au-dessus de l'eau uniquement à marée basse. Quelques rochers encore visibles à marée haute. Partie des récifs Southampton.                       | 0                |
| Livock Reef | 三角礁 Sanjiao Jiao     | Au-dessus de l'eau uniquement à marée basse. Quelques rochers encore visibles à marée haute. Partie des récifs Southampton.                       | 0                |
| Livock Reef | Đá Long Hải             | Au-dessus de l'eau uniquement à marée basse. Quelques rochers encore visibles à marée haute. Partie des récifs Southampton.                       | 0                |
| Lys Shoal | Bisugo                  | | 0                |
| Lys Shoal | 乐斯暗沙 Lesi Ansha     | | 0                |
| Lys Shoal | Bãi Núi Cầu             | | 0                |
| Menzies Reef | Rajah Lakandula         | Inondé à marée basse. Partie du banc Loaita. | 0                |
| Menzies Reef | 蒙自礁 Mengzi Jiao      | Inondé à marée basse. Partie du banc Loaita. | 0                |
| Menzies Reef | Đá An Lão               | Inondé à marée basse. Partie du banc Loaita. | 0                |
| North East Shoal | Ponce                   | Se trouve à seulement quelques kilomètres au nord du récif Commodore. Au-dessus de l'eau uniquement à marée basse.                                | 0                |
| North East Shoal | 校尉暗沙 Xiaowei Ansha  | Se trouve à seulement quelques kilomètres au nord du récif Commodore. Au-dessus de l'eau uniquement à marée basse.                                | 0                |
| North East Shoal | Bãi Ngũ Phụng           | Se trouve à seulement quelques kilomètres au nord du récif Commodore. Au-dessus de l'eau uniquement à marée basse.                                | 0                |
| North Viper Shoal | Maya-maya               | | 0                |
| North Viper Shoal | 都护暗沙 Duhu Ansha     | | 0                |
| South Viper Shoal | Tomas Claudio           | | 0                |
| South Viper Shoal | 保卫暗沙 Baowei Ansha   | | 0                |
| Trident Shoal | Tatlong-tulis           | | 0                |
| Trident Shoal | 永登暗沙 Yongdeng Ansha | | 0                |
| Trident Shoal | Bãi Đinh Ba             | | 0                |

### Éléments revendiqués par des pays mais occupées par un autre pays
| La république populaire de Chine, la république de Chine (Taïwan) et le Viêt Nam revendiquent la totalité de la chaîne des îles Spratly, y compris certaines entités situées à seulement 50 km d'autres pays comme les Philippines et la Malaisie. Les Philippines, la Malaisie et Brunei revendiquent certaines parties de la région. Voici les îles revendiquées mais non occupées par ces trois pays (les drapeaux font référence au pays occupant actuellement l'élément): |
| Philippines : Île de Itu Aba , Caye Amboyne , Île Namyit , Caye Sand , Île Sin Cowe , Récif Grierson , Caye Southwest , Île Spratley , Récif Tennent (Pigeon) , Récif South , Récif Ardasier , Récif Erica , Banc Investigator , Récif Mariveles , Récif Swallow , Récif Mischief , Récif de Subi et l'ensemble des éléments situés à l'est du 116e méridien est (Inoccupé) |
| Malaisie : Caye Amboyne , Récif Barque Canada , Récif Commodore , Récif Louisa et Récif Royal Charlotte (Inoccupé) |
| Brunei : Banc Rifleman et Banc Owen ( incertain) |

### Autres
| Récif Baker | 10° 43,5′ N, 116° 10′ E Inondé à marée basse. |